# Kunstraub von Boston

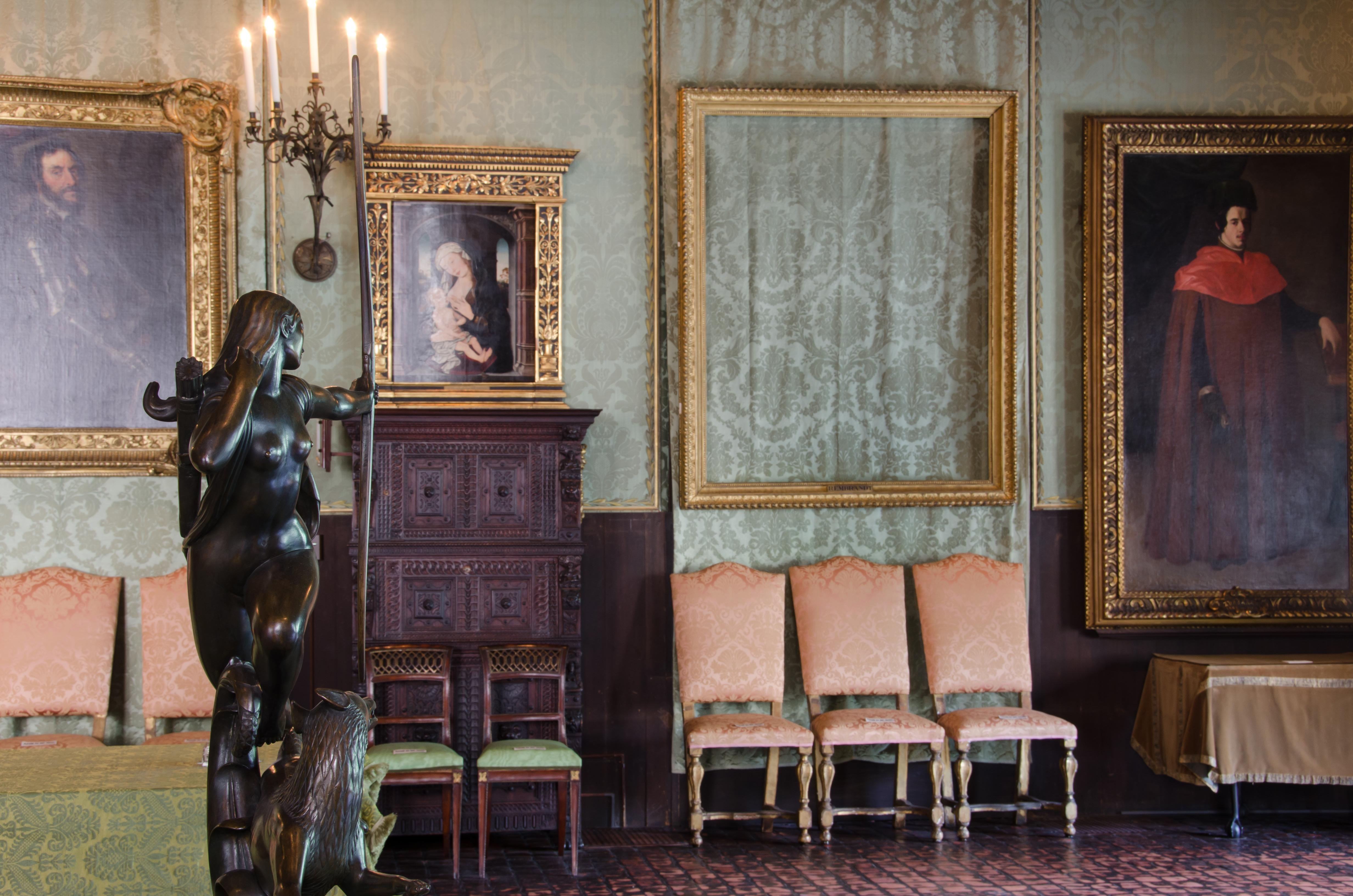
Der leere Rahmen von Rembrandts Christus im Sturm auf dem See Genezareth

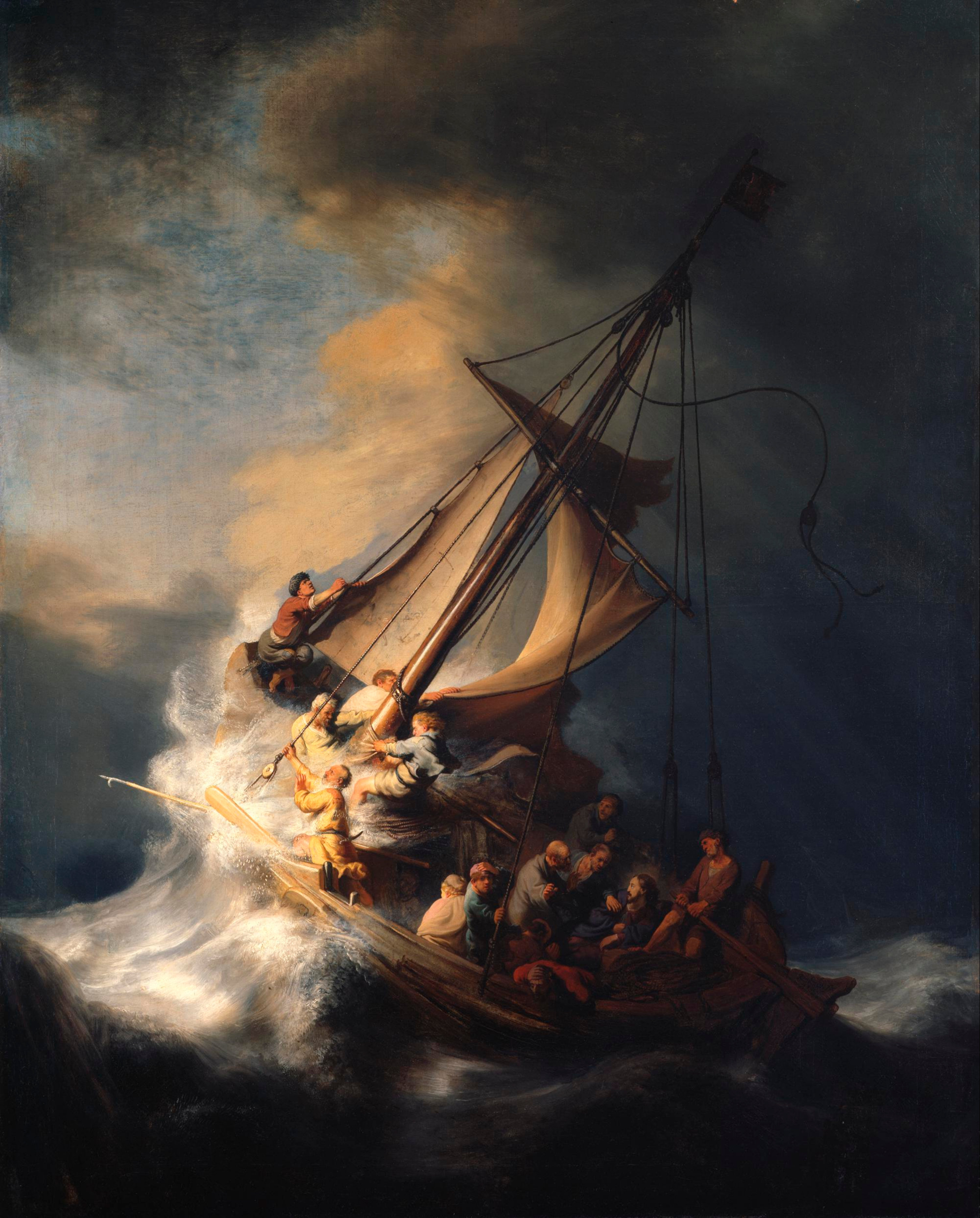
Rembrandt: Christus im Sturm auf dem See Genezareth

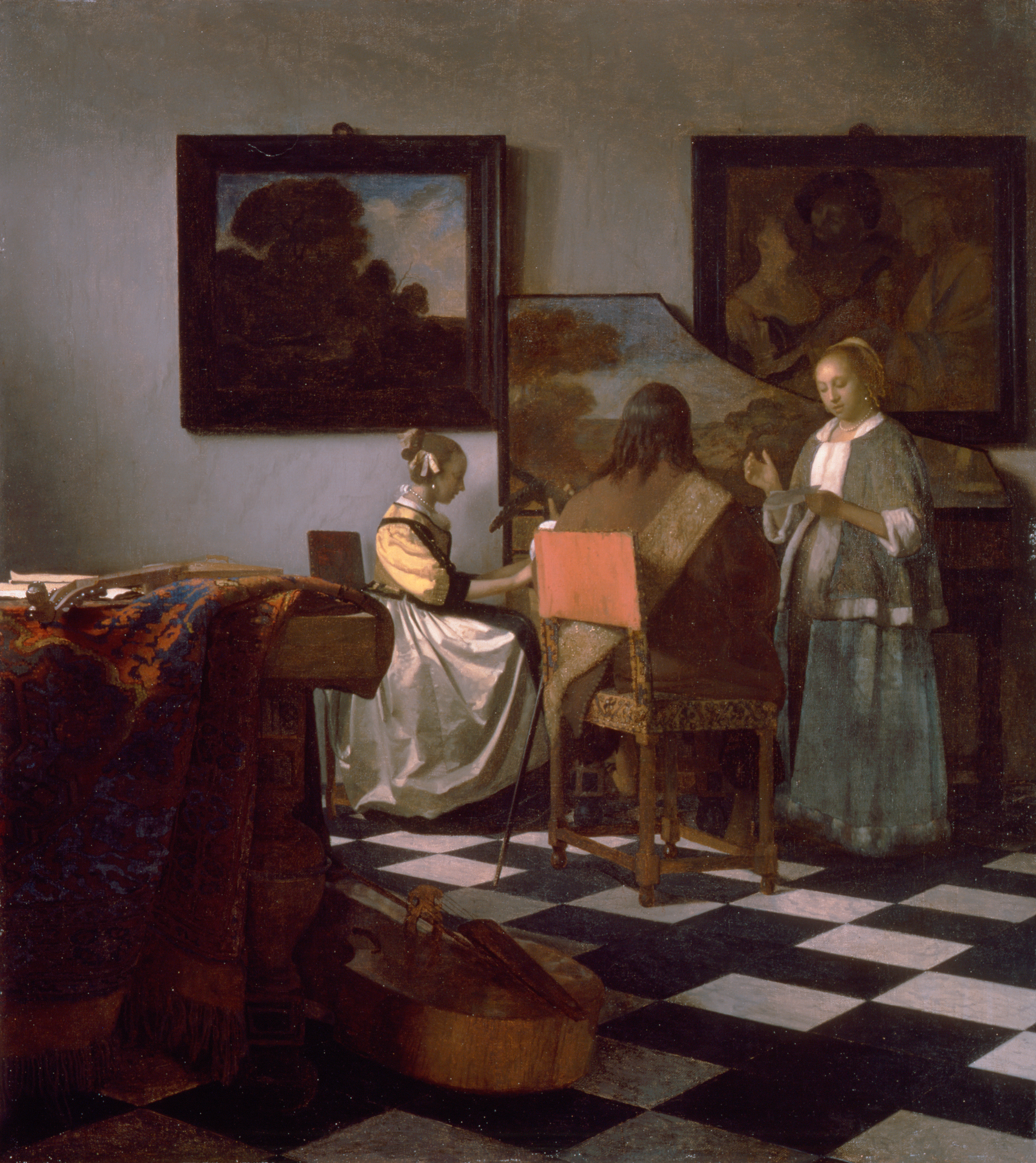
Jan Vermeer: Das Konzert

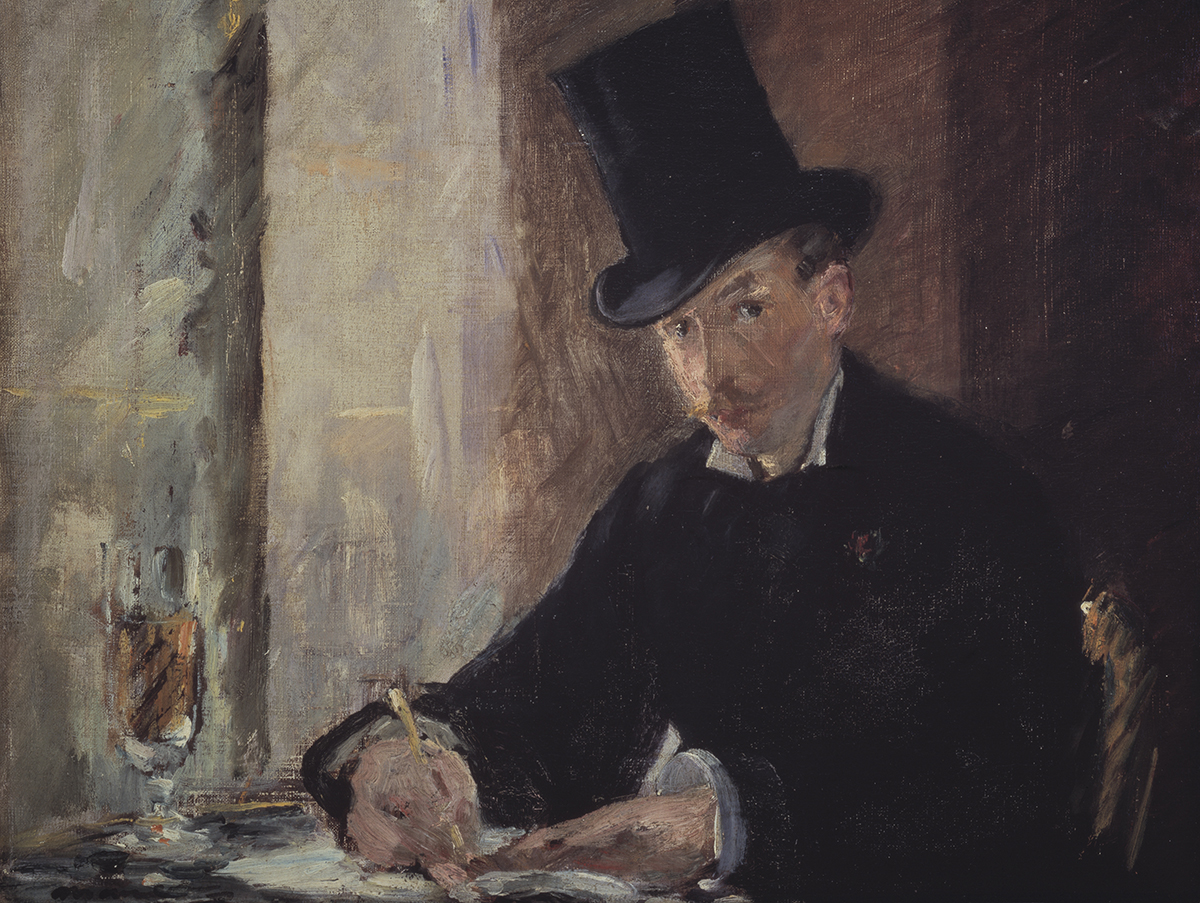
Édouard Manet: Chez Tortoni

Der Kunstraub von Boston wurde am frühen Morgen des 18. März 1990 verübt. Dabei wurden aus der Sammlung des Isabella Stewart Gardner Museum in Boston, Massachusetts dreizehn Kunstwerke geraubt. Die Nachtwächter des Museums wurden von zwei als Polizisten verkleideten Tätern überrumpelt, die vorgeblich auf eine Beschwerde über Ruhestörung am Museum erschienen waren. Sie fesselten das Wachpersonal und brachten innerhalb von knapp eineinhalb Stunden die in drei verschiedenen Räumen des Museums ausgestellten Kunstwerke in ihren Besitz. Das Federal Bureau of Investigation (FBI) hat den Wert der Beute mit 500 Millionen US-Dollar angegeben. Damit ist der Kunstraub von Boston in der Kriminalgeschichte der Kunstdiebstahl mit der wertvollsten Beute. Trotz umfangreicher Fahndungsmaßnahmen im In- und Ausland konnten weder die Täter ermittelt noch Teile der Beute sichergestellt werden. Das Museum hat eine Belohnung von mittlerweile 10 Millionen US-Dollar für Hinweise ausgesetzt, die zur Wiederbeschaffung der Kunstwerke führen. Das ist die höchste jemals von einer privaten Einrichtung ausgesetzte Belohnung.
Die gestohlenen Kunstwerke waren Teil der privaten Kunstsammlung von Isabella Stewart Gardner, die seit 1903 in dem nach ihr benannten Museum öffentlich ausgestellt wird. Seit Gardners Tod im Jahr 1924 wird die Sammlung von einer Stiftung verwaltet. Die Stifterin hat verfügt, dass die Kunstwerke ohne jegliche Veränderung in der von ihr bestimmten Weise präsentiert werden. Das schloss auch Verkäufe und Zukäufe aus. Aus Respekt vor dem Willen der Stifterin befinden sich seit dem Raub die leeren Bilderrahmen als Erinnerung an die fehlenden Werke und als Platzhalter für deren erwartete Rückkehr an den Wänden.
Unter den geraubten Kunstwerken befindet sich mit Das Konzert eines von nur etwa drei Dutzend erhaltenen Werken des niederländischen Malers Jan Vermeer. Dieses Bild gilt als das wertvollste verschollene Gemälde der Welt. Das einzige Seestück Rembrandts, Christus im Sturm auf dem See Genezareth, gehört ebenfalls zur Beute, wie auch sein Porträt eines Ehepaars und ein radiertes Selbstporträt im Kleinformat. Sein Selbstporträt mit gefiedertem Barett blieb hingegen zurück. Weitere geraubte Kunstwerke sind Arbeiten von Degas, Manet und Flinck, sowie ein Aigle de drapeau und ein Ku, ein chinesisches rituelles Bronzegefäß. Die Auswahl der geraubten Objekte erscheint rätselhaft, da den weniger wertvollen Beutestücken eine Reihe von bedeutenden Kunstwerken gegenübersteht, die im Museum zurückgelassen wurden.
Das FBI rechnet den Raub der organisierten Kriminalität zu. Die Ermittler stützten ihre Arbeit wegen des Fehlens von Spuren der Täter auf die Vernehmung von Zeugen und Verdächtigen, den Einsatz verdeckter Ermittler und Sting-Operationen. Zunächst wurde gegen einen der überwältigten Wachmänner ermittelt, der sich in den Stunden vor dem Überfall verdächtig verhalten hatte. James „Whitey“ Bulger war als Boss der Winter Hill Gang zum Zeitpunkt des Raubs einer der bedeutendsten Vertreter der organisierten Kriminalität in der Metropolregion Greater Boston. Seine bekannten Kontakte zur Bostoner Polizei und in die irischstämmige Bostoner Unterwelt machten ihn verdächtig. Eine andere Spur führte zur Gang von Carmello Merlino in Dorchester, einem Stadtteil von Boston. Merlino und seine Gang gehörten zum Umfeld der Patriarca-Familie, die in den Jahrzehnten vor dem Kunstraub die Unterwelt von Boston und Neuengland dominierte. Einige der Gang-Mitglieder wurden im Rahmen einer Sting-Operation inhaftiert. Obwohl ihnen Geld, reduzierte Haftstrafen und sogar Straffreiheit zugesichert wurde, leugneten die Verdächtigen die Tat oder gaben nur nutzlose Hinweise.
Ein weiteres Ziel der Ermittlungen war der als Boston Mafia bekannte Teil der Patriarca-Familie, der zum Zeitpunkt des Raubs in einem Bandenkrieg verwickelt war. Der Bostoner Gangster Bobby Donati, der eineinhalb Jahre nach dem Raub ermordet wurde, galt als Hauptverdächtiger. Donati sollte einer Theorie zufolge den Raub begangen haben, um seinen Capo Vincent Ferrara freizupressen. Ferrara war ein hochrangiges Mitglied der Patriarca-Familie, befand sich in Untersuchungshaft. Er wurde acht Tage nach dem Raub, zusammen mit dem Boss Raymond Patriarca, Jr. und anderen prominenten Mitgliedern der Familie, der Erpressung, des Racketeering, illegalen Glücksspiels, Drogenhandels und Mordes angeklagt.
Mehr als 30 Jahre nach dem Raub ist die Beute noch verschollen. Das Isabella Stewart Gardner Museum und das Federal Bureau of Investigation treten in unregelmäßigen Abständen an die Öffentlichkeit, wobei es angesichts der Verjährung des Raubs nicht um die Ermittlung der Täter, sondern um die Wiederbeschaffung der Kunstwerke geht.

## Hintergrund

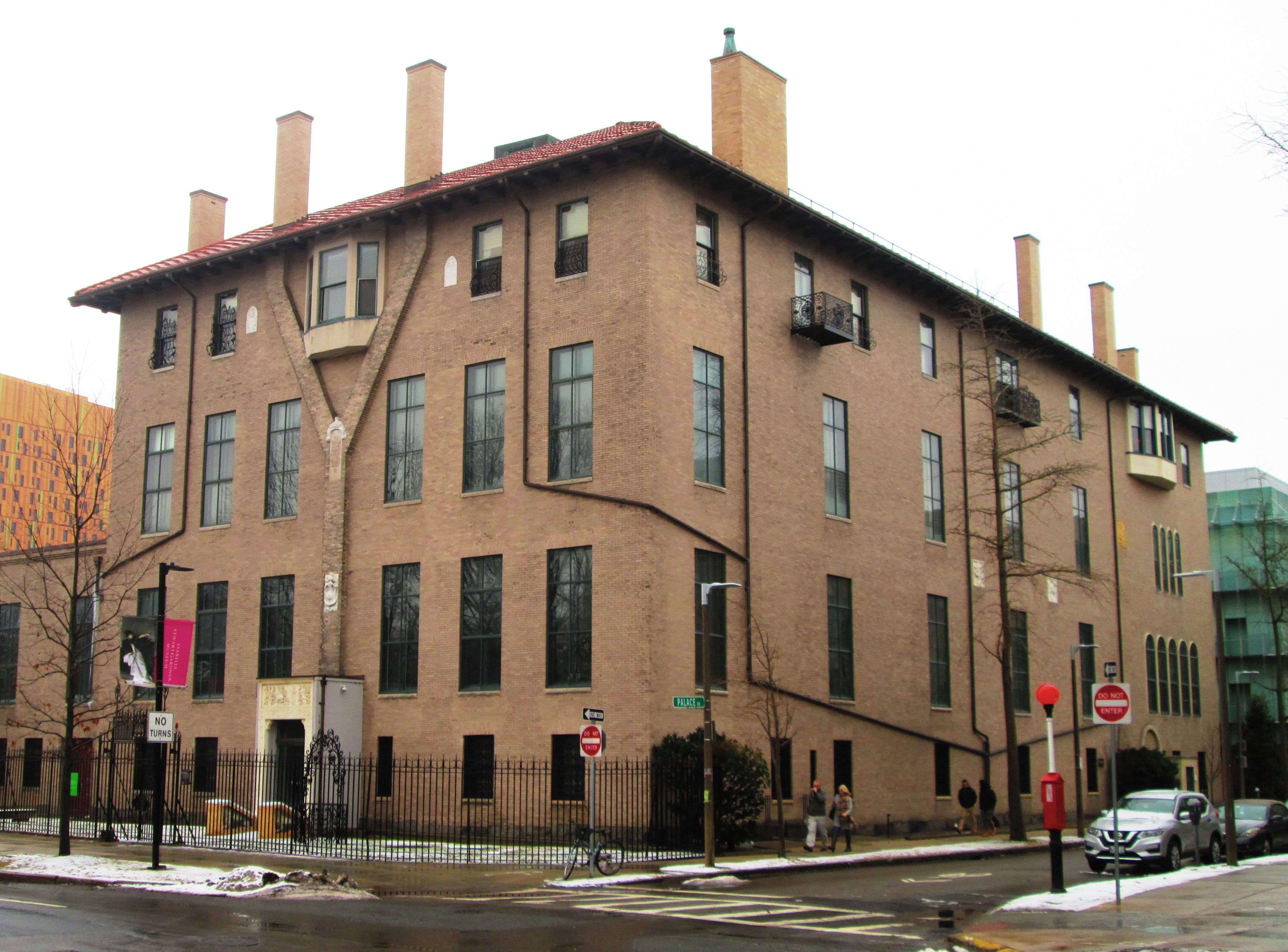
Das Gardner Museum, 2018. Links der Haupteingang, rechts die Palace Road mit dem Seiteneingang.

Das seit 1903 für die Öffentlichkeit zugängliche Isabella Stewart Gardner Museum wurde im Auftrag der Kunstsammlerin Isabella Stewart Gardner gebaut, um deren private Kunstsammlung unterzubringen. Gardner erweiterte die Sammlung und gestaltete die Räume des Museums bis zu ihrem Tod im Jahr 1924. Sie brachte das Museum und 3,6 Millionen US-Dollar in ein Endowment ein, und legte fest, dass die Anordnung der Kunstwerke nicht verändert und dass der Umfang der Sammlung weder durch Verkäufe noch durch Ankäufe verändert werden dürfe.
Zu Beginn der 1980er Jahre war das Museum in einer schwierigen finanziellen Lage. Das führte dazu, dass es dem Museumsgebäude an der notwendigen Instandhaltung mangelte, eine Klimaanlage fehlte ebenso wie eine angemessene Versicherung der Kunstobjekte. 1982 deckte das Federal Bureau of Investigation (FBI) einen geplanten Kunstraub im Museum auf. Das Museum investierte daraufhin in verbesserte Sicherheitsmaßnahmen. Dazu gehörten sechzig Bewegungsmelder im Inneren und eine Videoüberwachungsanlage mit vier Kameras außerhalb des Gebäudes. Auf eine Videoüberwachung der Innenräume wurde aus Kostengründen verzichtet. Auch das Sicherheitspersonal wurde aufgestockt. Die einzige Möglichkeit, einen Alarm auszulösen, war ein Alarmknopf in der Sicherheitszentrale. Andere Museen hatten zu dieser Zeit bereits ein Sicherheitssystem, das stündliche Meldungen der Nachtwache vorsah.
Ein unabhängiger Sicherheitsberater stellte 1988 fest, dass die Sicherheitsmaßnahmen des Isabella Stewart Gardner Museum jenen der meisten anderen Museen entsprachen. Er empfahl allerdings Verbesserungen. Der Sicherheitsdirektor des Museum of Fine Arts in Boston schlug ebenfalls verbesserte Sicherheitsmaßnahmen für das Gardner Museum vor. Mit Blick auf die angespannte Finanzlage und unter Rücksicht auf den Wunsch der Stifterin, keine großen Veränderungen vorzunehmen, wurden die vorgeschlagenen Sicherheitsmaßnahmen vom Stiftungsvorstand abgelehnt. Der Vorstand wies auch die Forderung des Sicherheitsbeauftragten nach besserer Bezahlung der Wachleute zurück, durch die er besser qualifiziertes Personal gewinnen wollte. Das Wachpersonal erhielt seinerzeit nur wenig mehr als den Mindestlohn. Die Sicherheitsmängel galten unter den Wachleuten als offenes Geheimnis.

## Überfall

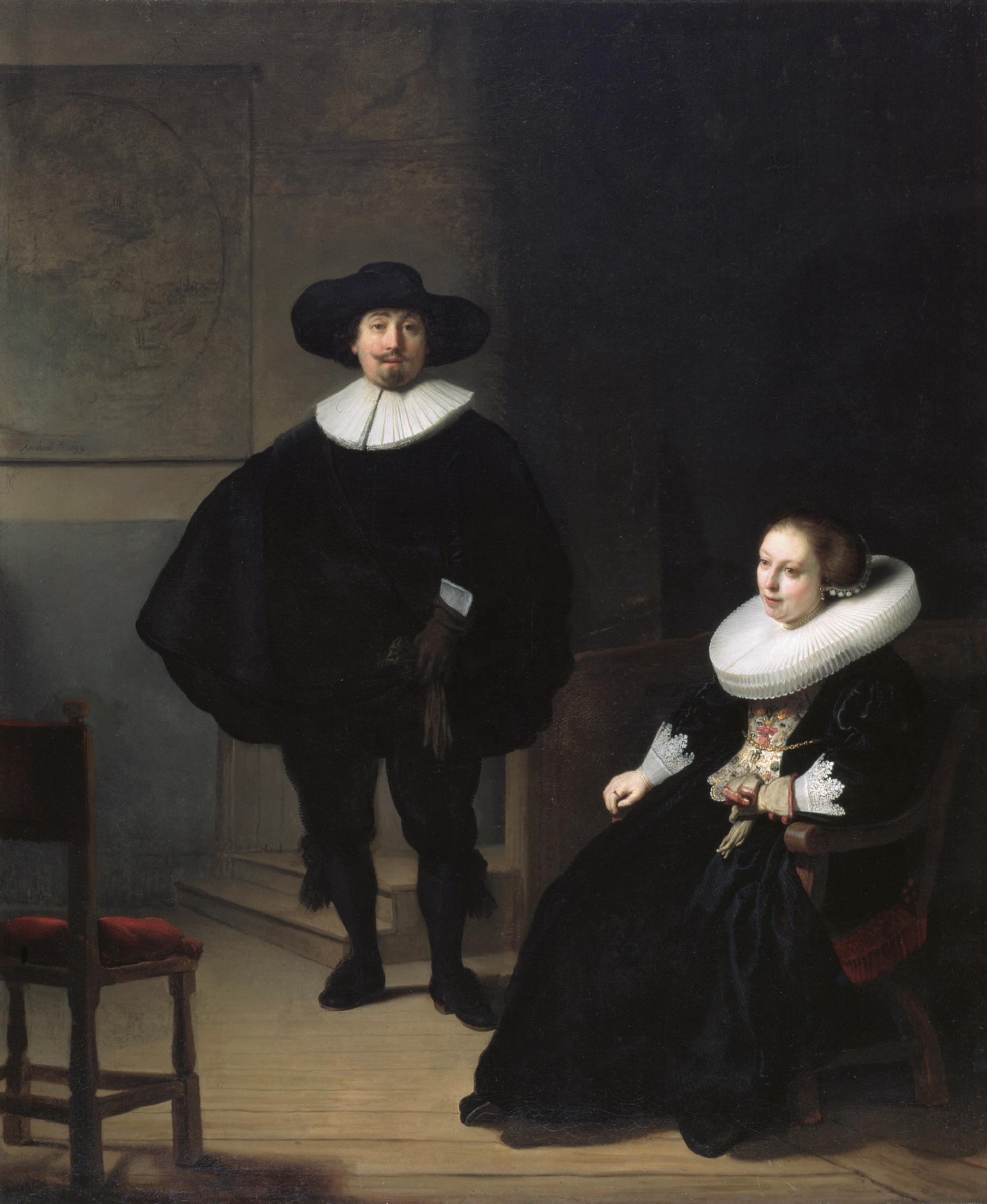
Rembrandt: Porträt eines Ehepaars

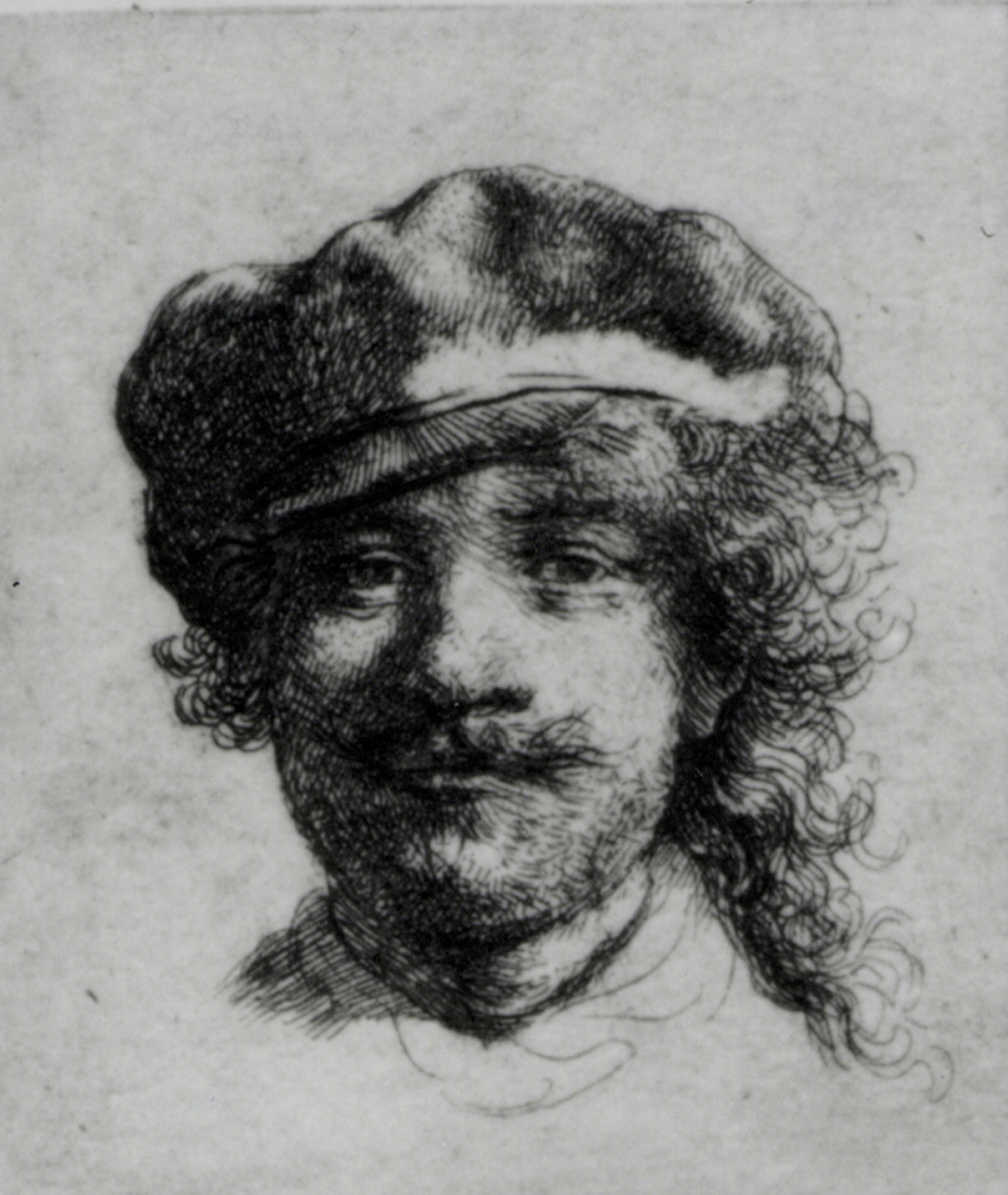
Rembrandt: Selbstbildnis mit weicher Mütze

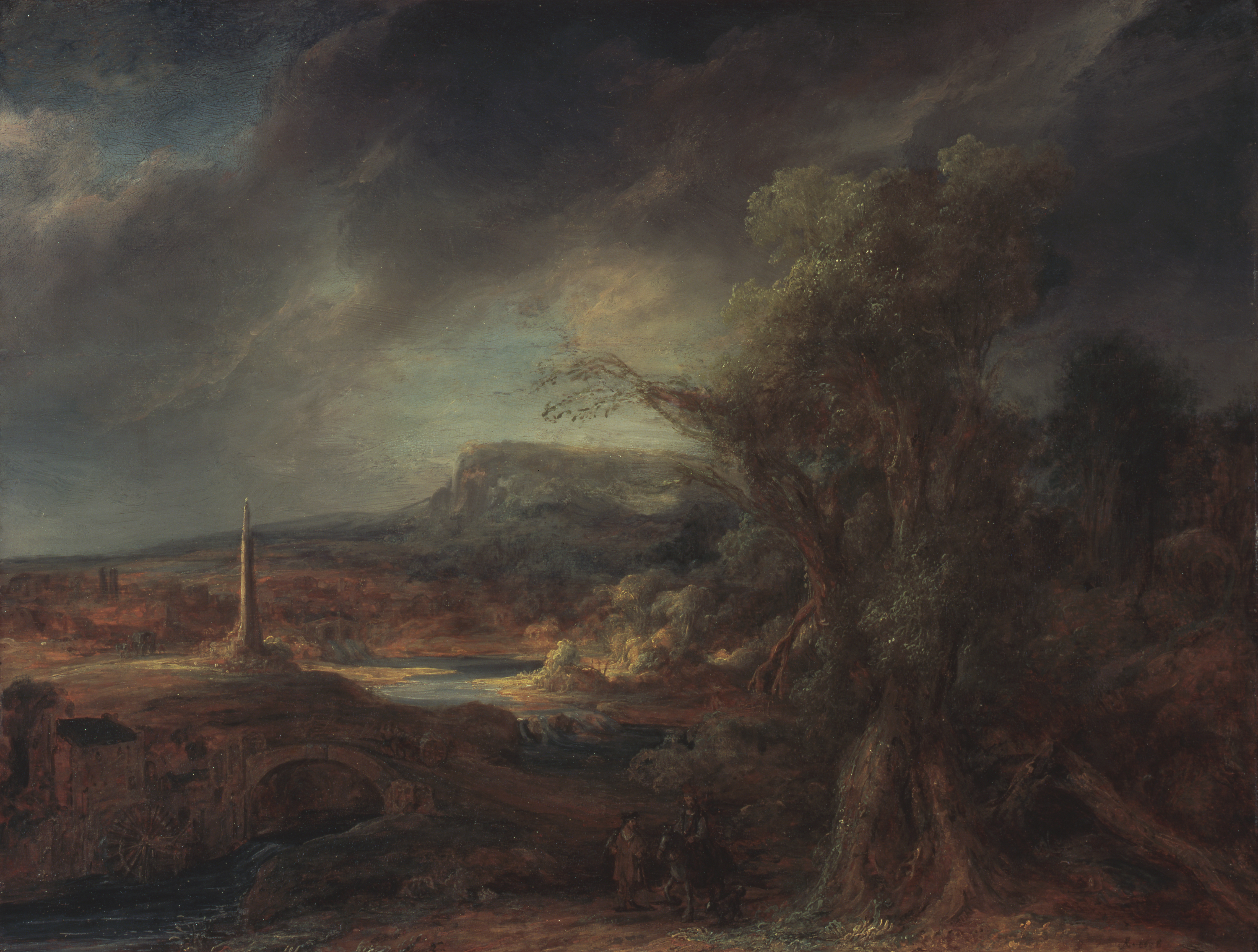
Govaert Flinck: Landschaft mit einem Obelisk

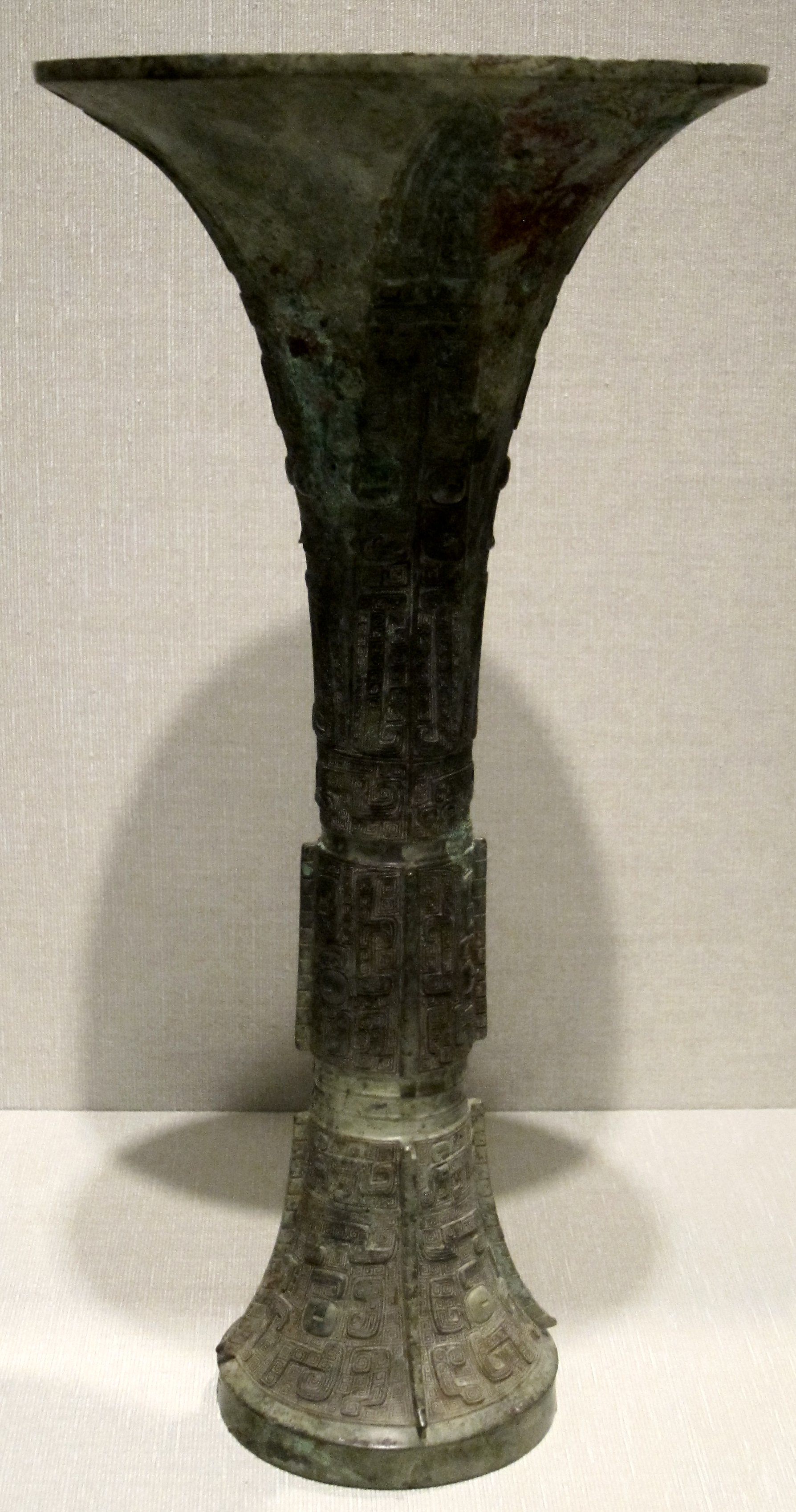
Ku, rituelles Bronzegefäß der Shang-Dynastie (ähnliches Objekt)

Der Überfall ereignete sich in den frühen Morgenstunden des 18. März 1990, einem Sonntag. Der Vortag war der Saint Patrick’s Day, der in der Stadt mit ihren zahlreichen irischstämmigen Einwohnern ausgiebig und bis in die Nacht gefeiert wurde. Die beiden Räuber wurden gegen 0:30 Uhr von heimkehrenden Gästen einer Party nahe dem Museum erstmals gesehen. Sie waren als Polizisten verkleidet und parkten in der Palace Road, nur etwa dreißig Meter vom Seiteneingang des Museums entfernt. Die Zeugen hielten sie für echte Polizeibeamte.
Die Nachtwache des Museums bestand aus zwei Wachmännern, dem 23-Jährigen Rick A. und seinem 25-jährigen Kollegen Randy H., der zum ersten Mal in der Nachtschicht eingesetzt wurde. Das Sicherheitsprotokoll sah vor, dass ständig ein Wachmann mit Taschenlampe und Walkie-Talkie einen Rundgang durch die Räume des Museums machte, während sein Kollege in der Sicherheitszentrale blieb. Der jüngere, aber erfahrene Rick ging als Erster auf die Runde. Während seines Kontrollgangs wurde in verschiedenen Räumen des Museums der Feueralarm ausgelöst, doch er konnte weder Feuer noch Rauch feststellen. Er kehrte zur Sicherheitszentrale zurück und fand auf der Bedientafel der Brandmeldeanlage die Meldungen von Rauch in mehreren Räumen des Museums vor. Im Glauben, es handele sich um eine Fehlfunktion, schaltete er die Brandmeldeanlage ab. Rick A. setzte seine Runde fort, wobei er den Seiteneingang kurz öffnete und wieder schloss, ohne seinen Kollegen Randy H. zu informieren. Er beendete seinen Rundgang gegen 01:00 Uhr am frühen Sonntagmorgen, woraufhin Randy H. seine Rundgänge aufnahm.
Gegen 01:20 Uhr fuhren die Täter am Seiteneingang vor und gingen zur Tür. Sie klingelten und wurden über die Sprechanlage mit Rick A. verbunden. Diesem erklärten sie, dass sie der Meldung einer Störung nachgingen und Einlass benötigten. Der Wachmann konnte die beiden Personen durch die Videoanlage sehen und hielt sie wegen der Uniformen für Polizeibeamte. Er wusste nichts von einer Störung, glaubte aber, dass vielleicht einer der in der Nacht Feiernden über den Zaun geklettert und von einem Zeugen bei der Polizei gemeldet worden sei. Um 01:24 Uhr erhielten die Täter Zugang zum Museum.
Die Täter wurden zunächst in das von den Ausstellungsräumen abgetrennte Foyer mit dem Eingang zur Sicherheitszentrale eingelassen. Sie näherten sich dem Wachmann Rick A., der sich in der angrenzenden Sicherheitszentrale befand, und fragten, ob weitere Mitarbeiter im Museum seien. Auf Wunsch der vermeintlichen Polizisten rief Rick seinen Kollegen über das Walkie-Talkie zur Zentrale. Etwa zu diesem Zeitpunkt bemerkte der Wachmann, dass der Schnauzbart eines der Besucher wie ein falscher Bart wirkte. Der kleinere der beiden Täter sagte Rick, dass er ihm bekannt vorkomme und dass es möglicherweise einen Haftbefehl gebe. Er solle hervorkommen und seinen Ausweis vorzeigen. Rick folgte der Anweisung und entfernte sich so von seinem Arbeitsplatz mit dem einzigen verfügbaren Alarmknopf. Der kleinere Räuber drängte den Wachmann an die Wand und legte ihm Handfesseln an, ohne ihn zu durchsuchen. Der zweite Wachmann kam inzwischen in den Raum und wurde von dem größeren Täter ebenfalls mit Handfesseln versehen. Anschließend offenbarten die Täter den Wachleuten ihre wahre Absicht und forderten sie auf, ihnen keine Probleme zu machen.
Den Wachleuten wurde Duct tape um die Köpfe und über die Augen gewickelt. Die offenbar ortskundigen Täter führten sie in den Keller, wo die Wachleute an ein Heizungsrohr und an eine Werkbank gefesselt wurden. Die Räuber durchsuchten die Brieftaschen der Wachleute und erklärten, dass sie wüssten, wo sie wohnen, und dass sie den Behörden nichts sagen sollten. Wenn sie schwiegen, würden sie in etwa einem Jahr eine Belohnung erhalten. Das Überwältigen der Wachen dauerte elf Minuten, bis 01:35 Uhr.
Der anschließende Weg der Räuber durch die Ausstellungsräume wurde von den Bewegungsmeldern aufgezeichnet. Erst um 01:48 Uhr, dreizehn Minuten nach dem Fesseln der Wachleute, erfolgte die erste Aufzeichnung im Holländischen Zimmer im ersten Obergeschoss. Möglicherweise warteten die Räuber zunächst ab, für den Fall dass ein Alarm ausgelöst worden war.
Als sich die Räuber im Holländischen Zimmer den Gemälden näherten, wurde ein akustisches Signal ausgelöst. Diese Vorrichtung sollte warnen, wenn Besucher im Museumsbetrieb zu nahe an eines der Gemälde herantreten. Die Räuber zertrümmerten das Gerät und nahmen Rembrandts Christus im Sturm auf dem See Genezareth und sein Porträt eines Ehepaars von der Wand. Sie warfen die beiden Gemälde auf den steinernen Fußboden, so dass das Glas der Rahmen zerbrach. Mit einer scharfen Klinge schnitten sie die Gemälde aus den Rahmen. Rembrandts Selbstporträt mit gefiedertem Barett nahmen sie ebenfalls von der Wand und lehnten es mit der Bildseite zur Wand an einen Schrank, wo sie es zurückließen. Die Ermittler hatten später den Eindruck, dass das im Unterschied zu den beiden anderen Rembrandts auf Holz gemalte Bild den Räubern zu sperrig für den Transport erschienen sei. Eine alternative Erklärung ist das Zurücklassen in der Hektik und Aufregung des Raubs, da das abgestellte Bild von der Rückseite gesehen wie ein Rahmen mit alter Holzunterlage und herausgerissener Leinwand gewirkt habe. Stattdessen raubten die Täter eine briefmarkengroße Radierung Rembrandts, ein Selbstporträt, das unterhalb des großen Selbstporträts gehangen hatte. An der rechten Wand des Zimmers nahmen sie die Landschaft mit einem Obelisk von Govaert Flinck und Das Konzert von Vermeer herunter und entfernten sie ebenfalls aus den Rahmen. Das letzte Beutestück aus diesem Zimmer war ein Ku, ein chinesisches rituelles Bronzegefäß der Shang-Dynastie (11. oder 12. Jahrhundert v. Chr.).
Um 01:51 Uhr betrat einer der Räuber die Kurze Galerie, einen schmalen Gang am anderen Ende des ersten Obergeschosses. Sein Komplize blieb zunächst im Holländischen Zimmer, folgte ihm aber nach kurzer Zeit. Sie machten sich an den Schrauben eines Displays zu schaffen, in dem ein vergoldeter bronzener Aigle de drapeau mit einer Truppenfahne der 1er régiment de grenadiers à pied de la Garde impériale ausgestellt war. Bevor alle Schrauben entfernt waren, ließen sie von dem Display ab, nahmen aber den am Ende des Flaggenstocks angebrachten Standartenadler an sich. Zudem entwendeten sie aus diesem Raum fünf Zeichnungen von Edgar Degas. Das letzte gestohlene Werk war Chez Tortoni, ein im Blauen Zimmer im Erdgeschoss ausgestelltes Ölgemälde von Édouard Manet. Während des Raubzugs wurden von den Bewegungssensoren keine Bewegungen im Blauen Zimmer registriert. Die einzigen während der Nacht des Raubes in diesem Raum aufgezeichneten Bewegungen waren zwei Rundgänge eines Wachmanns.
Zum Ende des Raubs gingen die Täter in den Keller und erkundigten sich bei den Wachleuten nach ihrem Befinden. Anschließend gingen sie in das Büro des Leiters des Wachdienstes und nahmen die Aufzeichnungsbänder der Videoüberwachung und die automatisch ausgedruckten Protokolle der Bewegungsmelder an sich. Die Daten der Bewegungsmelder wurden auch auf einer Festplatte aufgezeichnet und standen den Ermittlern später zur Rekonstruktion des Tatablaufs zur Verfügung. Den Rahmen des Gemäldes Chez Tortoni ließen die Täter auf dem Schreibtisch des Leiters zurück. Anschließend schafften sie ihre Beute aus dem Museum. Dazu wurde die Tür des Seiteneingangs zwei Mal geöffnet, um 02:40 Uhr und um 02:45 Uhr. Der Raub dauerte vom Einlass der Täter in das Gebäude bis zum Verlassen 81 Minuten.
Die am Morgen eintreffenden Mitarbeiter der Frühschicht des Wachdienstes erhielten keinen Zugang zum Gebäude und riefen den Leiter des Sicherheitsdienstes an, der sich mit seinem Schlüssel Zutritt verschaffte. Als er die Sicherheitszentrale verlassen vorfand, verständigte er die Polizei. Bei der Durchsuchung des Gebäudes fanden Polizisten die noch gefesselten Wachleute im Keller.

## Geraubte Kunstwerke

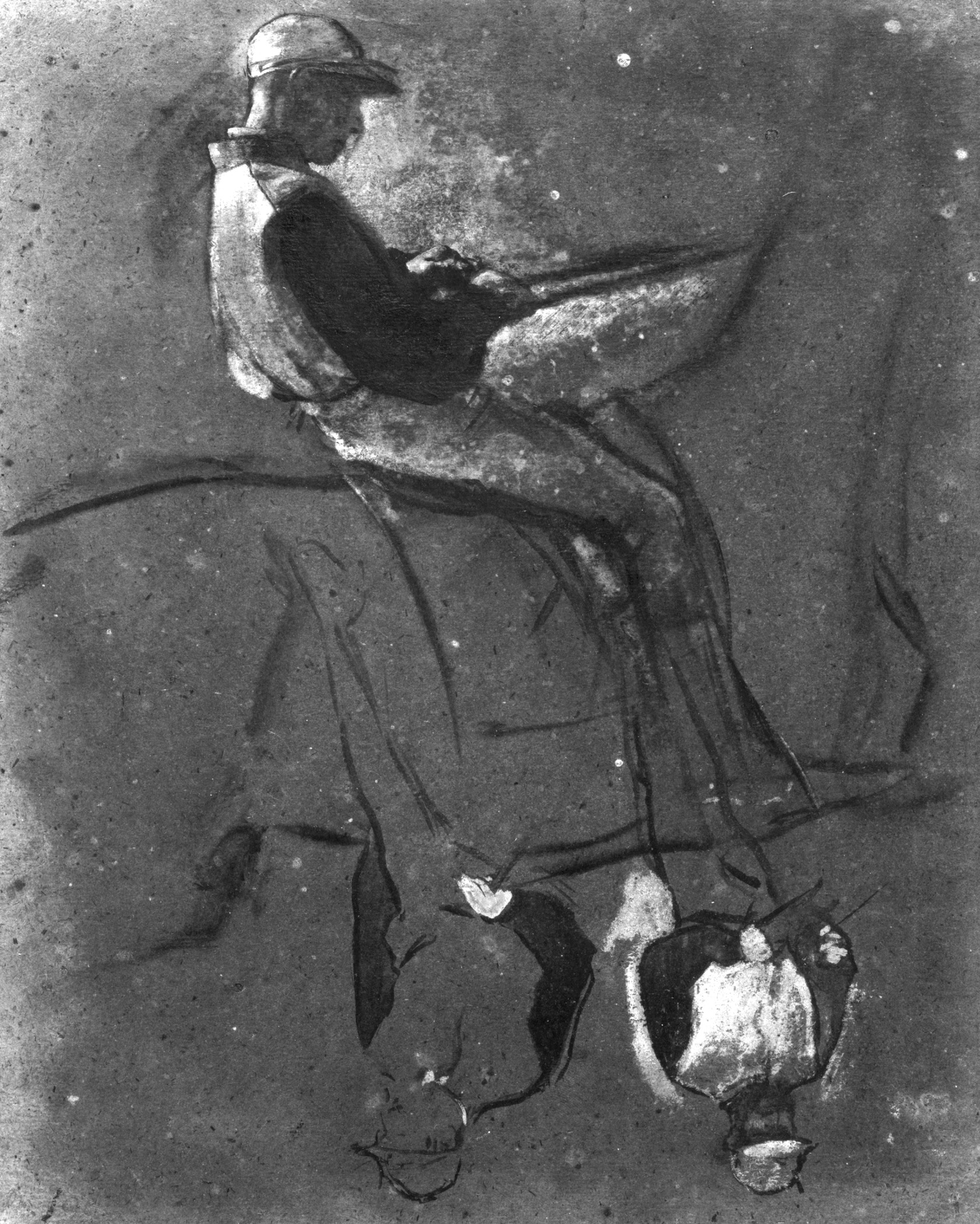
Degas: Drei Jockeys zu Pferd

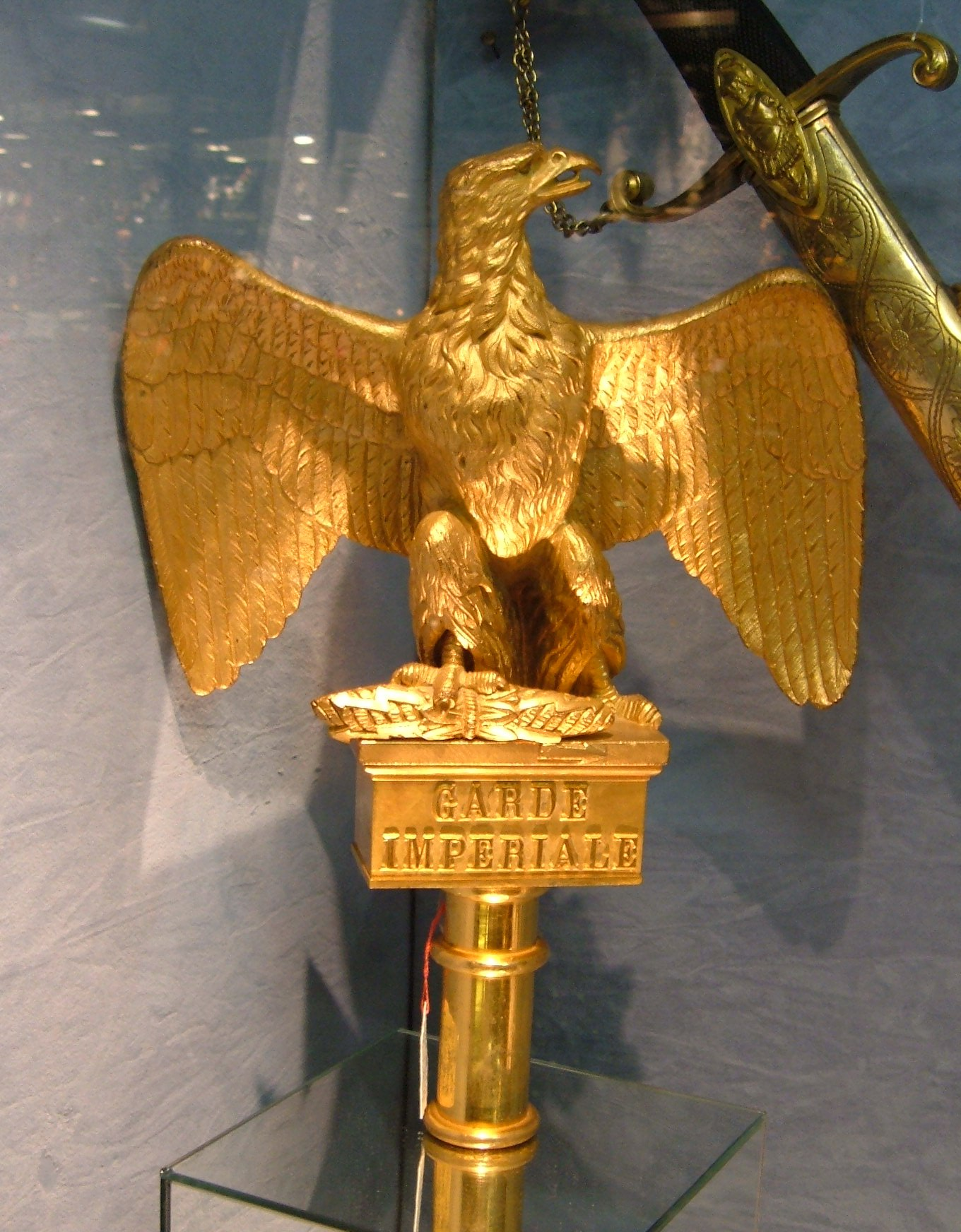
Aigle de drapeau (ähnliches Objekt)

Die Beute umfasst 13 Kunstwerke. Das FBI schätzte den Wert 1990 auf 200 Millionen US-Dollar und gab zum Jahr 2000 einen Wert von 500 Millionen US-Dollar an. Zehn Jahre später nannten Kunsthändler eine Summe von 600 Millionen US-Dollar. Diese Steigerungen spiegeln die Entwicklung auf dem Kunstmarkt wider, auf dem Spitzenobjekte wie Gemälde von Vermeer und Rembrandt seit dem Kunstraub von Boston überproportional hohe Wertsteigerungen erzielten.
Die wertvollsten Kunstwerke befanden sich im Holländischen Zimmer:
- Das Konzert, Jan Vermeer, 1665/66, Öl auf Leinwand, 72,5  × 64,7 cm. Es ist eines von nur 37 erhaltenen Gemälden des Künstlers (davon drei Zuschreibungen) und wurde von Isabella Stewart Gardner 1892 durch einen Kunstagenten bei der Versteigerung der Sammlung des Kunsthistorikers Théophile Thoré im Pariser Auktionshaus Hôtel Drouot erworben.[25] Es gilt als das wertvollste jemals gestohlene Kunstwerk und mit einem 2015 auf 250 Millionen US-Dollar geschätzten Wert macht sein Verlust die Hälfte des wirtschaftlichen Schadens durch den Kunstraub aus.[22][17][26]
- Christus im Sturm auf dem See Genezareth, Rembrandt van Rijn, 1633, Öl auf Leinwand, 160 × 128 cm. Das einzige Seestück Rembrandts wurde von Gardner im September 1898 durch den Kunstagenten Bernard Berenson für 6.000 britische Pfund bei der Londoner Kunsthandlung Colnaghi gekauft.[27] Es ist mit einem Wert von mehr als 100 Millionen US-Dollar das wertvollste der drei gestohlenen Werke Rembrandts.[23][17]
- Porträt eines Ehepaars, Rembrandt van Rijn, 1633, Öl auf Leinwand, 131,6  × 109 cm. Das Doppelporträt wurde ebenfalls im September 1898 bei Colnaghi gekauft, zum Preis von 13.000 Pfund. Es ist möglicherweise nur ein Fragment eines größeren Familienporträts.[22][28]
- Selbstbildnis mit weicher Mütze, Rembrandt van Rijn, 1633, Radierung, 5,1  × 4,4 cm. Diese kleine Radierung wurde von Mary Jane Morgan, der Witwe des US-amerikanischen Eisenbahnmagnaten Charles Morgan, zu einem unbekannten Zeitpunkt erworben. Isabella Stewart Gardner kaufte sie am 18. März 1886 für 120 US-Dollar aus dem Nachlass Morgans. Auf der Montierung befindet sich eine alte Bleistift-Notiz mit den Nummern in mehreren Werkverzeichnissen und dem französischen Werktitel: Blanc 206 [?]. Bartsch 2. Claussen [?] 2. Wilson [?] 2. Rembrandt. Rembrandt aux trois moustaches. This beautiful little portrait is extremely rare. Die Radierung war bereits 1970 gestohlen und wieder zurückgegeben worden.[22][17][29]
- Landschaft mit einem Obelisk, Govaert Flinck, 1638, Öl auf Leinwand, 54,5  × 71 cm. Das Gemälde befand sich um 1775 als ein Werk Flincks in der Gemäldesammlung der Landgrafen von Hessen-Kassel. Jérôme Bonaparte brachte es als König von Westphalen in seinen Besitz, anschließend gelangte es als ein Werk Rembrandts in den europäischen Kunsthandel. Im März 1900 kaufte Gardner das Gemälde, immer noch als Rembrandt, durch den Kunstagenten Bernard Berenson für 4.500 Pfund bei Colnaghi. Erst 1983 wurde das Werk wieder Govaert Flinck zugeschrieben. Nicht alle Kunsthistoriker teilten damals diese Auffassung, die heute unbestritten ist.[30] Die Räuber könnten das Bild in Unkenntnis der jüngeren Forschung noch für einen Rembrandt gehalten haben, zumal ältere Museumsführer des Isabella Stewart Gardner Museums es noch als Rembrandt bezeichneten.[22]
- Ku, 12. Jh. v. Chr., Bronze, 26,5 cm hoch, 15,6 cm Durchmesser, 1114 Gramm. Dieses rituelle chinesische Bronzegefäß der Shang-Dynastie wurde von Gardner im Dezember 1922 für 17.500 US-Dollar durch den Maler, Sammler und Kunsthistoriker Denman Ross als Agent im New Yorker Antiquitätenhandel erworben. Es war eines der ältesten Stücke des Museums.[14][31][32]

In der Kurzen Galerie im ersten Obergeschoss wurde neben fünf kleinformatigen Zeichnungen des französischen Künstlers Edgar Degas ein französischer Fahnenadler aus dem frühen 19. Jahrhundert geraubt. Die Zeichnungen sind, verglichen mit den geraubten Ölgemälden, von eher geringem Wert.
- Verlassen des Paddock, Edgar Degas, 19. Jahrhundert, Wasserfarbe und Bleistift, 10,5  × 16 cm. Die Zeichnung wurde von Gardner im Juli 1919 zusammen mit Prozession auf einer Straße bei Florenz von Degas aus dessen Nachlass gekauft. Ihr Pariser Agent Fernand Robert erwarb sie bei der Galerie Georges Petit, der Kaufpreis betrug 2.750 Francs für beide Zeichnungen.[34]
- Prozession auf einer Straße bei Florenz, Edgar Degas, 1857–1860, Bleistift und Sepia auf Papier, 15,6 × 20,6 cm. Zusammen mit Verlassen des Paddock im Juli 1919 aus dem Nachlass von Degas erworben.[35]
- Drei Jockeys zu Pferd, Edgar Degas, 1885–1888, schwarze Tinte, weiße und farbige Lavierung, Pigmente auf braunem Papier, 30,5 × 24 cm. Auch diese Zeichnung wurde im Juli 1919 mit einer weiteren aus dem Nachlass von Degas erworben. Der Kaufpreis für beide Zeichnungen betrug 2.800 Francs.[36]
- Studie für das Programme de la Soirée Artistique du 15 Juin 1884 (1), Edgar Degas, 1884, schwarze Kreide auf Papier, 26,6 × 37,6 cm. Auf derselben Versteigerung wie die vorgenannten Zeichnungen und zusammen mit einer weiteren Studie für 660 Francs gekauft.[37]
- Studie für das Programme de la Soirée Artistique du 15 Juin 1884 (2), Edgar Degas, 1884, schwarze Kreide auf Papier, 24,6 × 31,4 cm. Der zweite Entwurf, er gehört zur vorgenannten Studie.[38]
- Aigle de drapeau, nach einem Entwurf von Antoine-Denis Chaudet von Pierre-Philippe Thomire gegossen, 1813–1814, vergoldete Bronze, 25,4 cm hoch. Es handelt sich um das originale Feldzeichen des 1er régiment de grenadiers à pied de la Garde impériale, eines der bedeutendsten Regimenter der Garde impériale Napoleons. Der Fahnenadler mit der beim Raub zurückgelassenen Truppenfahne wurde von Gardner im November 1880 für 300 US-Dollar bei einem New Yorker Kunsthändler erworben.[39] Alleine für die Wiederbeschaffung des militärhistorisch bedeutenden Aigle de drapeau wurde eine Belohnung von 100.000 US-Dollar ausgesetzt. Der materielle Wert ist nur gering und es wird angenommen, dass die Räuber die vergoldete Bronze des Adlers für massives Gold gehalten haben.[40]

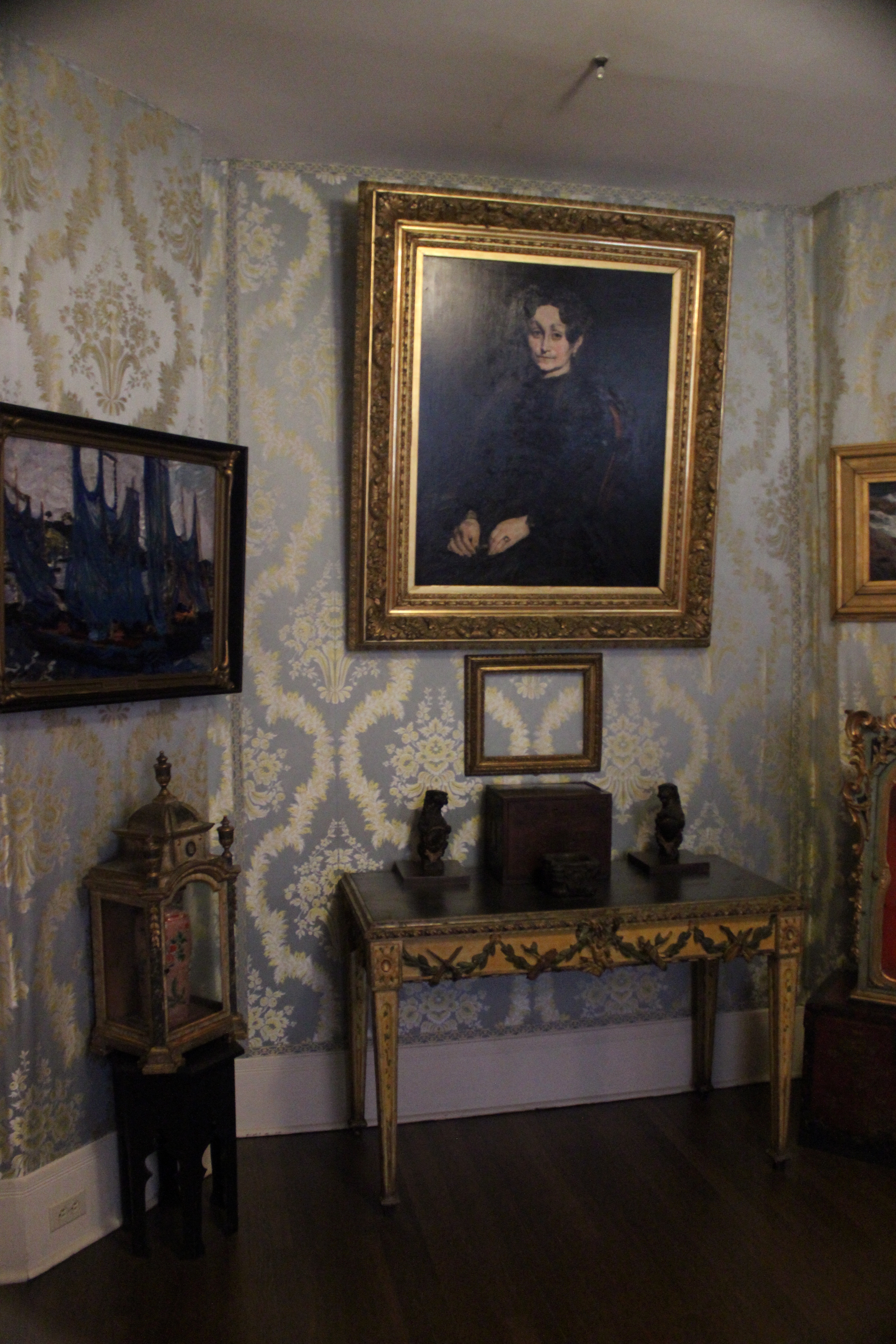
Blaues Zimmer, mit dem leeren Rahmen von Manets Chez Tortoni

- Chez Tortoni, Édouard Manet, um 1875, Öl auf Leinwand, 26 × 34 cm. Das Gemälde befand sich in der Sammlung von Alphonse Kann, der es im Dezember 1920 in Paris versteigern ließ. Der Käufer, Dikran Khan Kélékian, ließ es wiederum im Januar 1922 in New York von der American Art Association versteigern. Die Käuferin war Isabella Stewart Gardner, durch ihren Kunstagenten Louis Kronberg, für einen Kaufpreis von 3.400 US-Dollar.[41][42]

Die Auswahl der geraubten Stücke stellte die Ermittler und Kunstexperten vor ein Rätsel. Zur Beute gehören einige außerordentlich wertvolle Kunstwerke, aber Werke von Raffael, Botticelli und Michelangelo ließen die Täter zurück. Das zweite Obergeschoss, in dem sich mit Tizians Raub der Europa ein Gemälde von unschätzbarem Wert befand, betraten sie nicht einmal. Stattdessen nahmen sie vergleichsweise unbedeutende Objekte wie einen antiken chinesischen Ku und fünf Zeichnungen von Degas mit. Diese Auswahl und das brutale Vorgehen beim Herausschneiden der Gemälde aus ihren Rahmen ließ die Ermittler früh einen Auftragsraub durch sachverständige Täter ausschließen.
Da Isabella Stewart Gardner verfügt hatte, dass in ihrer Sammlung nichts verändert werden dürfe, hängen die leeren Rahmen der geraubten Gemälde bis heute an ihren alten Plätzen. Wegen der schlechten Finanzlage und des Fehlens einer Versicherung wandte der Direktor des Museums sich mit der Bitte um Unterstützung an die Kunstauktionshäuser Sotheby’s und Christie’s. Binnen drei Tagen konnte eine Belohnung in Höhe von einer Million US-Dollar für die Wiederbeschaffung der Beute ausgesetzt werden. Die Belohnung wurde 1997 auf fünf Millionen US-Dollar erhöht. 2017 wurde sie auf 10 Millionen US-Dollar verdoppelt, zunächst bis zum Ende des Jahres befristet. In der Hoffnung, die hohe Belohnung könne ein fortwährender Anreiz für mögliche Hinweisgeber sein, wurde die Befristung im Januar 2018 aufgehoben. Diese Belohnung ist die höchste jemals von privater Seite ausgesetzte Belohnung. Sie gilt für Hinweise, die zur Wiederbeschaffung aller geraubten Kunstwerke in gutem Zustand führen. Bundesanwälte haben für den Fall der freiwilligen Rückgabe zugesichert, dass eine Strafverfolgung unterbleibt. Der Raub ist seit 1995 verjährt, so dass eine Strafverfolgung der Täter und ihrer möglichen Hintermänner alleine wegen des Raubs nicht mehr möglich ist.

Fahndungsplakate des FBI aus dem Jahr 2013
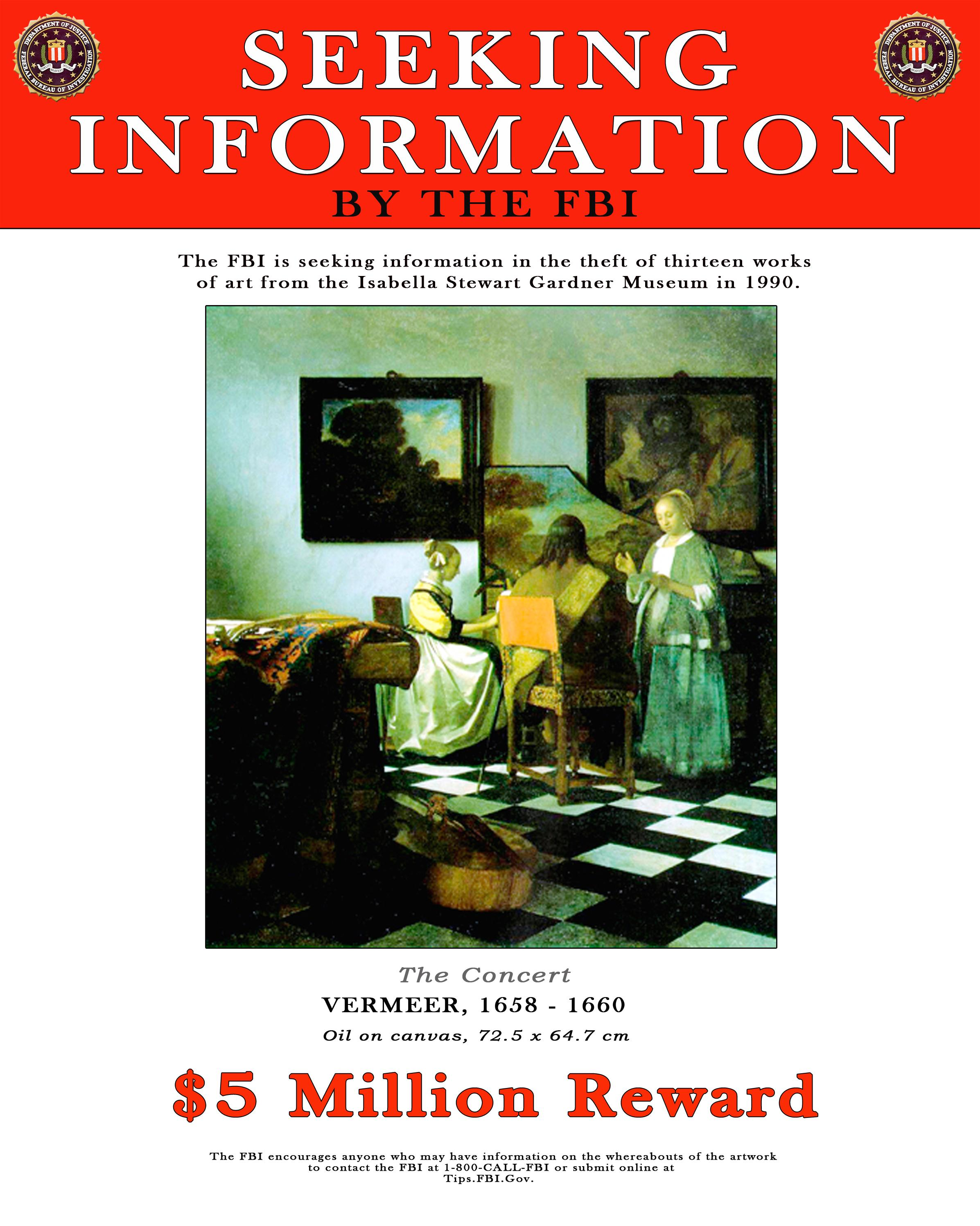
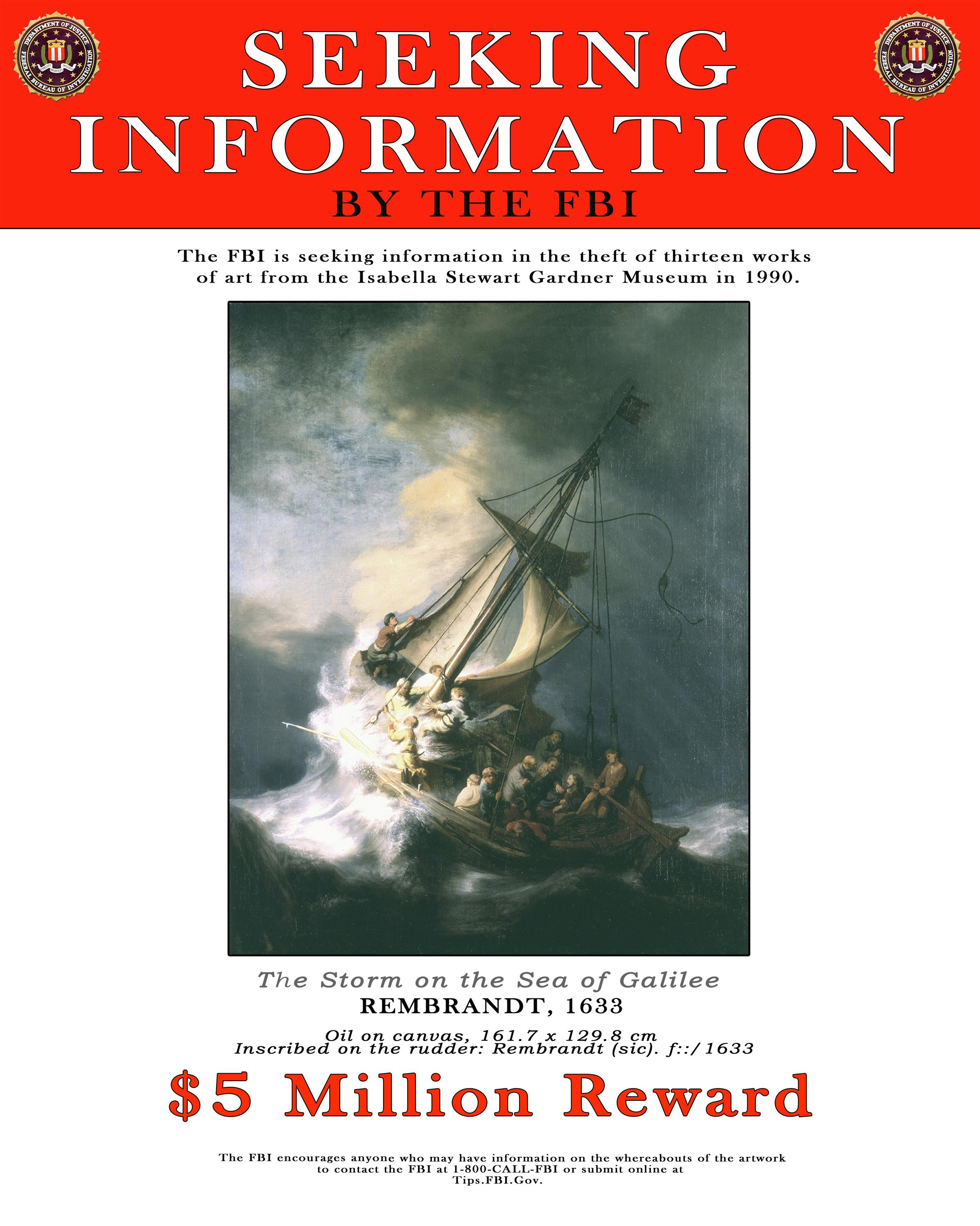
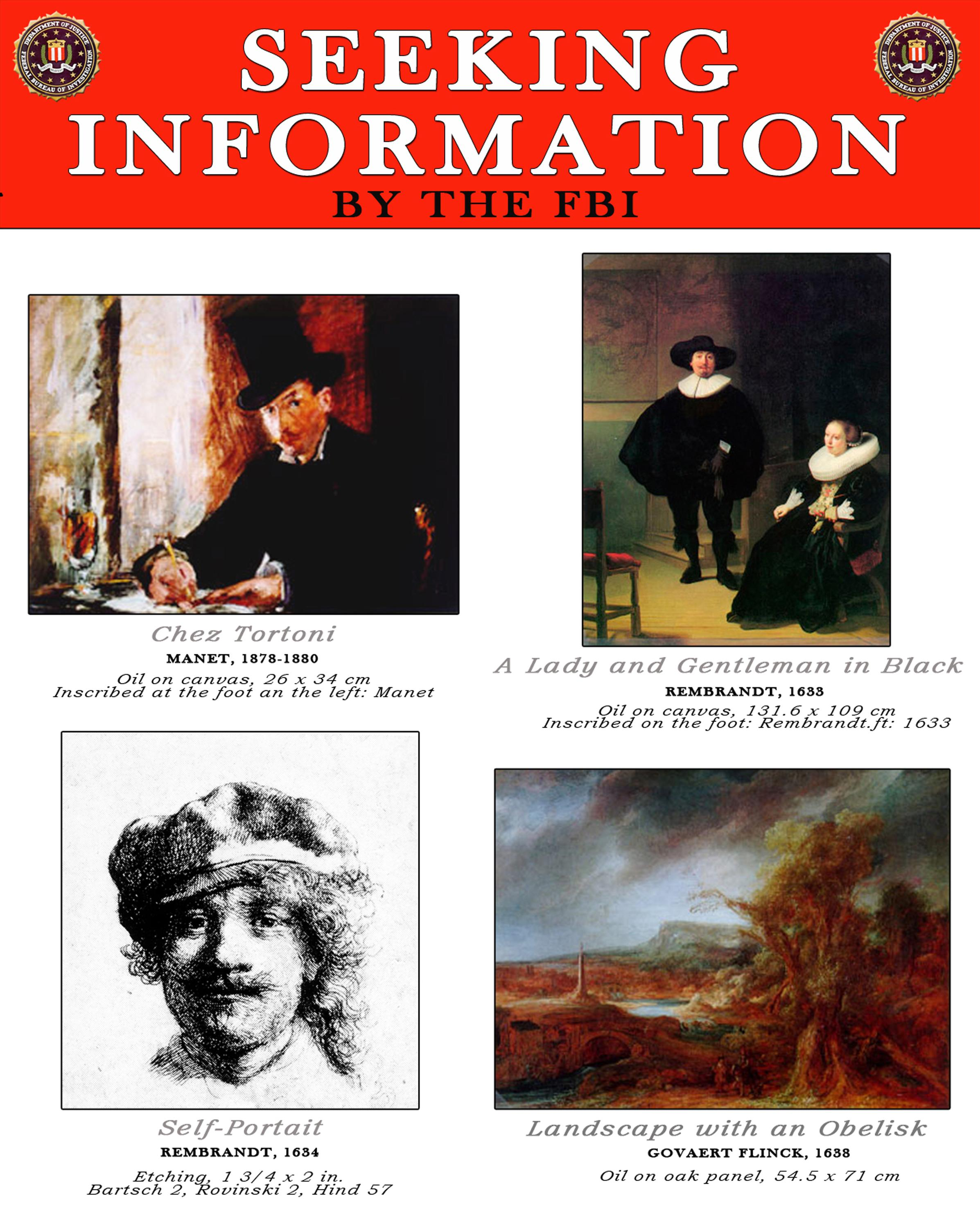
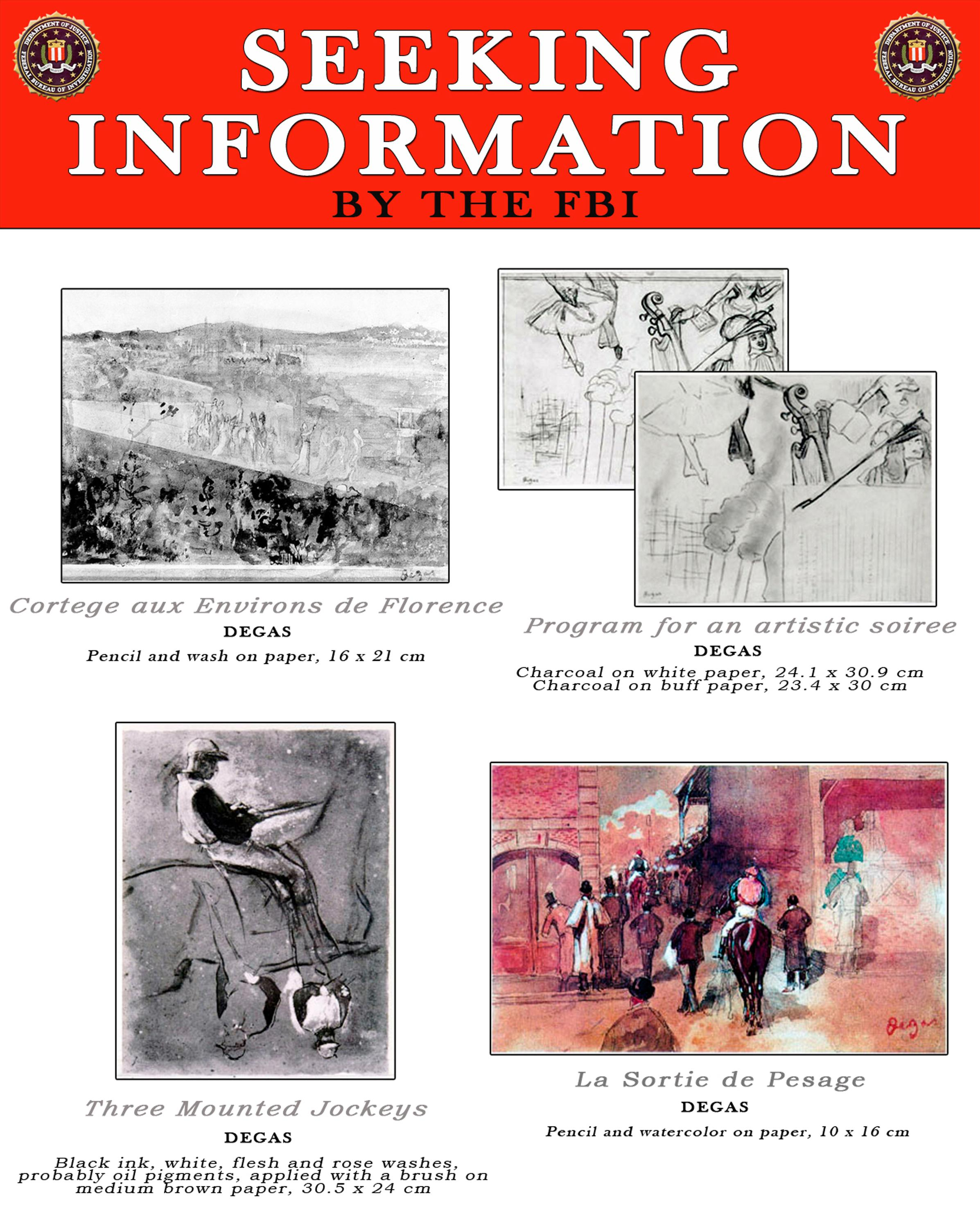

## Ermittlungen und Tatverdächtige

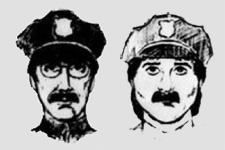
Phantombilder der Räuber, 1990

Wegen der großen Wahrscheinlichkeit, dass die Beute über die Grenze des Bundesstaats Massachusetts gebracht werden könnte, übernahm das Federal Bureau of Investigation (FBI) unverzüglich die Leitung der Ermittlungen. Der Fall wurde von Ermittlern wegen des Fehlens von Spuren der Täter als einzigartig bezeichnet. So hinterließen die Räuber weder Fußabdrücke noch Haare am Tatort, und von den gesicherten Fingerabdrücken ist unklar, ob sie von den Tätern oder Mitarbeitern des Museums stammen. Einige der wenigen Spuren wurden, als diese Technologie zur Verfügung stand, auf genetische Fingerabdrücke untersucht. 2017 wurde bekannt, dass mehrere wichtige Asservate und Spurenträger des FBI, wie das Duct Tape und die Handfesseln, die von den Räubern zur Fesselung der Wachleute verwendet wurden, seit Jahren verschwunden sind. Die Wachleute und die Augenzeugen, die die Räuber auf der Straße gesehen hatten, beschrieben einen Dieb als Mitte 30 mit einer Körpergröße von 1,75 bis 1,78 Meter. Der zweite Täter war Anfang 30, kräftig und etwa 1,83 bis 1,85 Meter groß.

### Rick A. (Wachmann)
Rick A., einer der beiden überwältigten Wachleute, war wegen seines auffälligen Verhaltens in der Tatnacht einer der ersten Verdächtigen. Das kurze Öffnen der Seitentür wurde als mögliches Signal an die wartenden Räuber interpretiert. Der Wachmann behauptete, dass er das routinemäßig getan habe, um die Verriegelung der Tür zu überprüfen. Einer seiner Kollegen zog das gegenüber Journalisten in Zweifel. Wenn A. das immer gemacht hätte, wäre dieser Verstoß gegen seine Anweisungen von den Vorgesetzten auf den Protokollen des Sicherheitssystems bemerkt und unterbunden worden. Ein weiteres Verdachtsmoment war das Fehlen von Bewegungsdaten für den Tatzeitraum aus dem Blauen Zimmer. Dort wurde Manets Chez Tortoni gestohlen, und während der Tatnacht wurden in diesem Zimmer nur Rick A.’s Bewegungen im Raum aufgezeichnet. Ein Sicherheitsberater untersuchte die Bewegungsmelder mehrere Wochen nach dem Raub und fand sie in einwandfreiem Zustand vor. A. beteuerte seine Unschuld und die ersten mit dem Fall betrauten FBI-Ermittler trauten den beiden Wachleuten die Tat nicht zu.
2015 veröffentlichte das FBI eine Videoaufzeichnung aus der Nacht vor dem Raub. Darauf ist zu sehen, wie ein nicht identifizierter Mann in das Gebäude eingelassen wird und in der Sicherheitszentrale mit Rick A. spricht. Dieser gab an, er könne sich nicht mehr an den Vorfall erinnern. Mehrere frühere Wachleute des Museums meldeten sich nach der Veröffentlichung und identifizierten den Besucher als den stellvertretenden Sicherheitsdirektor des Museums.

### „Whitey“ Bulger

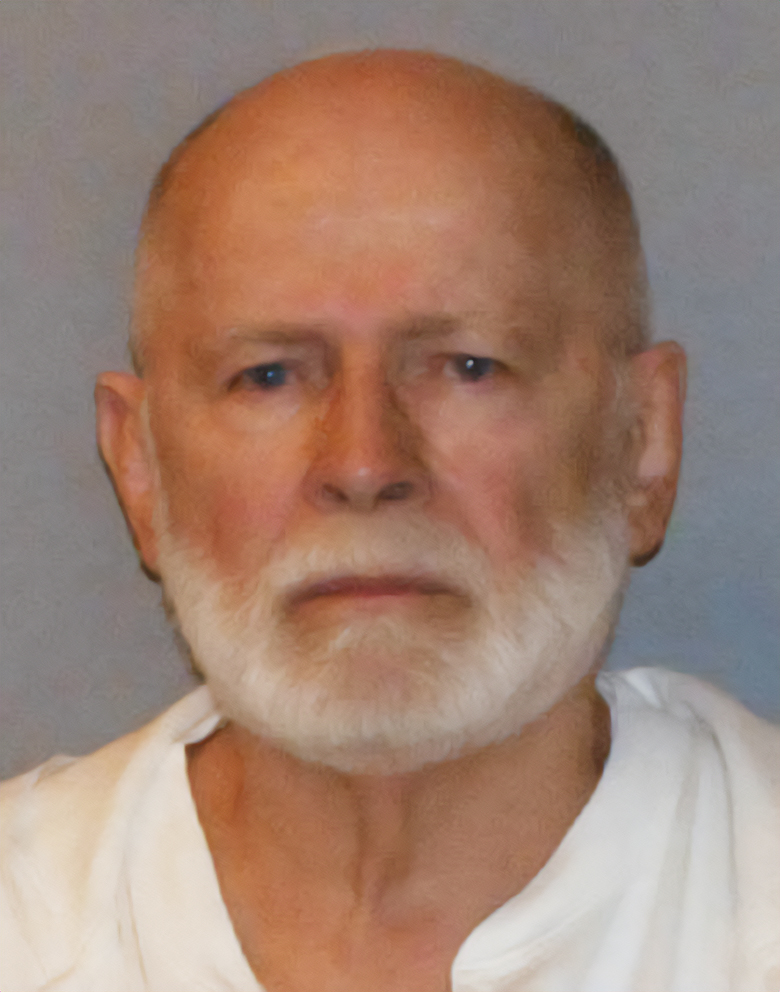
James „Whitey“ Bulger, 2011

Der sechzigjährige James „Whitey“ Bulger war als Boss der Winter Hill Gang zum Zeitpunkt des Raubs einer der bedeutendsten Vertreter der organisierten Kriminalität in der Metropolregion Greater Boston. Er leugnete eine Tatbeteiligung und ließ seine Gangmitglieder nach den Tätern suchen, da die Tat in seinem „Gebiet“ verübt wurde und ihm daher ein Anteil zustand. Der FBI-Agent Thomas McShane, der 2006 ein Buch über seine Tätigkeit als Kunstfahnder veröffentlichte, ermittelte gegen Bulger. Dessen enge Beziehungen zur Bostoner Polizei könnten die Benutzung echter Polizeiuniformen durch die Täter oder sogar die Tatausführung durch Polizisten erklären. Bulger hatte auch Verbindungen zur Irisch-Republikanischen Armee (IRA) und das Auslösen des Feueralarms vor dem Überfall bezeichnete McShane als eine „Visitenkarte“ sowohl der IRA als auch der protestantischen Ulster Volunteer Force. Beide Gruppen waren damals in Boston vertreten, und beide waren in der Vergangenheit bereits mit Kunstrauben in Verbindung gebracht worden. Den Ermittlern gelang es nicht, Bulger eine Beteiligung am Überfall auf das Isabella Stewart Gardner Museum nachzuweisen.
„Whitey“ Bulger war auch durch den Verrat rivalisierender Gangster an die Behörden aufgestiegen. 1995 ging er mit seiner Freundin in den Untergrund, nachdem er von einem korrupten FBI-Beamten vor laufenden Ermittlungen gewarnt worden war. 1999 wurde er auf die Liste der FBI Ten Most Wanted Fugitives gesetzt. Auf seine Verhaftung 2011 folgte 2013 die Verurteilung zu zwei lebenslangen Haftstrafen, unter anderem wegen Racketeering und der Beteiligung an elf Morden. Bulger wurde am 29. Oktober 2018 in eine Haftanstalt in West Virginia verlegt und am folgenden Tag von Mitgefangenen erschlagen.

### Anonymer Brief von 1994
1994 erhielt die Direktorin des Isabella Stewart Gardner Museums, Anne Hawley, einen anonymen Brief, mit dem jemand Verhandlungen über die Rückgabe der Kunstwerke anstrebte. Die Verfasser bezeichneten sich als von einem Dritten beauftragte Unterhändler, die die Identität der Räuber nicht kennen. Der Raub sei verübt worden, um eine Haftstrafe reduzieren zu lassen. Da die Gelegenheit dazu verstrichen sei, bestünde nun kein Grund mehr, die Beute zu behalten. Die Gemälde befänden sich im Ausland in einer klimatisierten Verwahrung. Die Besitzer der Beute verlangten Straffreiheit für sich selbst und alle an der Tat Beteiligten sowie 2,6 Millionen US-Dollar, die im Austausch gegen die Kunstwerke auf ein Bankkonto an einem Offshore-Finanzplatz überwiesen werden sollten. Für den Fall, dass das Museum an Verhandlungen interessiert sei, sollte es im Boston Globe eine codierte Nachricht veröffentlichen. Der anonyme Brief wurde als authentische Nachricht von Tatbeteiligten eingestuft, da die Verfasser nicht veröffentlichtes Täterwissen preisgaben.
Hawley ließ in Absprache mit dem FBI die codierte Nachricht veröffentlichen. Sie erschien am 1. Mai 1994 im Boston Globe. Wenige Tage später erhielt Hawley einen zweiten Brief, mit dem die Absender auf das Interesse des Museums an Verhandlungen reagierten. Sie gaben sich aber auch besorgt, dass intensive Fahndungsmaßnahmen seitens des FBI und der örtlichen Polizei einsetzen könnten. Die Absender erklärten, dass sie Zeit benötigten, um über ihre Möglichkeiten nachzudenken. Zu weiteren Kontaktaufnahmen kam es nicht.

### Brian McDevitt

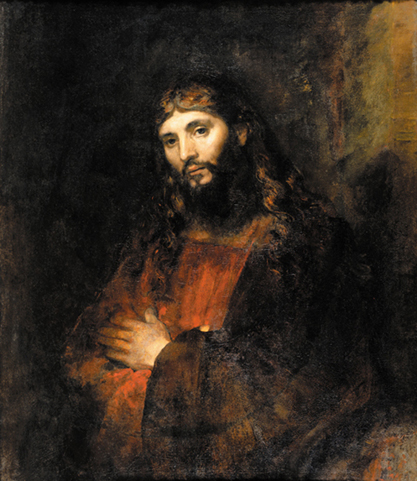
Rembrandt: Christus mit gekreuzten Armen

Brian McDevitt war ein notorischer Hochstapler aus Boston, der wegen eines Schließfacheinbruchs in einer Bostoner Bank im Jahr 1979 eine Haftstrafe verbüßt hatte. 1981 wollte er mit einem Komplizen die Hyde Collection in Glens Falls im Warren County, New York überfallen. Dazu hatte das Duo einen Transporter von FedEx gestohlen, sich mit ebenfalls gestohlener Arbeitskleidung als Kurierfahrer verkleidet und mit Handfesseln und Duct Tape ausgestattet. Ihre angestrebte Beute war der Christus mit gekreuzten Armen, ein Ölgemälde, das seinerzeit als Rembrandt galt und bis heute von der Hyde Collection Rembrandt zugeschrieben wird. Die Räuber gerieten auf der Fahrt zum Tatort in einen Stau und trafen erst nach der abendlichen Schließung des Museums ein. McDevitt wurde auch für diese Tat zu einer Haftstrafe verurteilt. Die Hyde Collection ist wie das Isabella Stewart Gardner Museum ein historisches Gebäude, das von privaten Sammlern mit ihrer Kunstsammlung der Öffentlichkeit vermacht wurde. McDevitt war für sein Interesse an historischen Flaggen bekannt und entsprach, abgesehen von seinem schütteren roten Haar, der Beschreibung des größeren Räubers. Die offensichtlichen Parallelen des gescheiterten Raubs von 1981 und des Kunstraubs von Boston weckten das Interesse des FBI und sie luden McDevitt Ende 1990 zur Vernehmung. Er stritt jede Tatbeteiligung ab und verweigerte einen Polygraphentest. Seine Fingerabdrücke passten nicht zu den am Tatort gesicherten Spuren. McDevitt zog später nach Kalifornien, arbeitete als Drehbuchautor für Film und Fernsehen und stieg in der Writers Guild of America auf, bis sein kriminelles Vorleben bekannt wurde. McDevitt starb im Mai 2004 eines natürlichen Todes.

### Boston Mafia: die Merlino-Gang
2013 verkündete das FBI, dass die Ermittlungen zum Kunstraub bedeutende Fortschritte gemacht haben. Die Behörde gab an, die Täter mit großer Sicherheit identifiziert zu haben. Sie seien Mitglieder einer in den Mittelatlantikstaaten und Neuengland ansässigen kriminellen Organisation. Die Beute sei ebenfalls mit großer Wahrscheinlichkeit in den Jahren nach dem Raub nach Connecticut und Philadelphia gebracht worden. 2002 sei versucht worden, die Kunstwerke in Philadelphia zu verkaufen. Der weitere Verbleib der Beute sei ungeklärt und das FBI erhoffe sich von der Information der Öffentlichkeit weitere Hinweise. 2015 teilte das FBI mit, dass beide Räuber verstorben seien. Das FBI machte weiterhin keine Angaben zur Identität der Räuber. Es sickerte aber durch, dass sie mit einer Gang aus dem Bostoner Stadtteil Dorchester in Verbindung standen. Die Gang unterstand Frank Salemme, der von 1991 bis 1996 Boss der Patriarca-Familie war, und operierte von der Autowerkstatt Carmello Merlinos aus.
Die Sicherheitsmängel des Isabella Stewart Gardner Museums könnten der Merlino-Gang durch den Gangster Louis Royce bekannt geworden sein. Royce hatte 1981 das Museum ausgeforscht und geplant, mit einem Komplizen im Museum Rauchbomben zu zünden und in dem ausbrechenden Chaos Gemälde von den Wänden der Ausstellungsräume zu rauben. 1982 ermittelten FBI-Agenten wegen eines anderen Kunstdiebstahls gegen Royce und erkannten das auffällige Interesse Royces am Isabella Stewart Gardner Museum. Sie warnten das Museum, das daraufhin seine Sicherheitsvorkehrungen verstärkte. Zum Zeitpunkt des Kunstraubs von Boston befand Royce sich in Haft. Er hatte andere Gangster in seinen Plan eingeweiht und glaubte später, sein Komplize Stephen Rossetti habe den Raub mit einem anderen Komplizen begangen oder in Auftrag gegeben.
Zum Umfeld der Merlino-Gang gehörten Robert Guarente und der in Manchester im Bundesstaat Connecticut ansässige Robert Gentile. Guarente starb 2004 an Krebs. Seine Witwe gab 2010 gegenüber dem FBI zu Protokoll, dass Guarente einige der geraubten Gemälde besessen habe. Als er Anfang der 2000er Jahre an Krebs erkrankte, soll er die Bilder an Gentile zur Aufbewahrung übergeben haben. Gentile bestritt das und leugnete jedes Wissen um den Verbleib der Gemälde. 2012 wurde Gentile, offenbar um ihn unter Druck zu setzen, von Bundesanwälten wegen Drogendelikten angeklagt. Gentile unterzog sich einem Polygraphentest, bei dem seine Leugnung des Wissens über den Raub oder den Verbleib der Beute als Lüge identifiziert wurde. Gentile beharrte auf seiner Aussage und verlangte die Wiederholung des Tests. Bei der Wiederholung behauptete Gentile, die Witwe Guarentes habe ihm einmal das kleine Selbstporträt Rembrandts gezeigt. Diese Aussage wurde vom Polygraphen als wahr angezeigt. Gentiles Anwalt hatte den Eindruck, dass sein Mandant durch die große Zahl anwesender Bundesagenten beeinflusst würde. Er verlangte eine kleinere Runde, doch auch dann blieb Gentile beim Leugnen jeden Wissens über den Verbleib der Beute.
Wenige Tage nach der Vernehmung durchsuchte das FBI Gentiles Haus in Manchester. In einem Schuppen im Hinterhof fanden die Beamten unter einem doppelten Fußboden eine leere Grube. Gentiles Sohn erklärte, dass die Grube einige Jahre zuvor nach starken Regenfällen überflutet worden sei. Sein Vater sei darüber äußerst verärgert gewesen. Im Keller des Hauses wurde eine Ausgabe des Boston Herald vom März 1990 gefunden, in der über den Kunstraub berichtet wurde. Dabei befand sich ein Zettel mit einer Liste der geraubten Kunstwerke und Angaben, wie viel für jedes Stück auf dem Schwarzmarkt zu erlösen sei – insgesamt acht Millionen US-Dollar. Konkrete Hinweise auf den Verbleib der Beute gab es nicht. Gentile wurde wegen der angeklagten Drogendelikte zu einer Haftstrafe von 30 Monaten verurteilt. Nach seiner Haftentlassung führte er ein Interview mit dem Bostoner investigativen Journalisten und mehrfachen Pulitzer-Preisträger Stephen Kurkjian, der 2015 ein Buch über den Raub veröffentlichte. Im Gespräch mit Kurkjian beklagte Gentile, dass das FBI ihn hereingelegt habe. Die Inhaftierung habe seine Finanzen und sein Privatleben zerrüttet. Die Liste der geraubten Kunstwerke in seinem Keller sei von einem Verbrecher aufgesetzt worden, der mit ihm als Unterhändler mit den Behörden über die Rückgabe der Kunstwerke verhandeln wollte. Auf den Inhalt der Grube unter seinem Schuppen angesprochen konnte er sich angeblich nicht erinnern, es könnten aber kleine Motoren gewesen sein.
David Turner war ein weiteres Mitglied der Merlino-Gang. Das FBI wurde 1992 auf ihn aufmerksam, als ein Informant behauptete, dass Turner Zugang zu den Gemälden habe. Im selben Jahr wurde Carmello Merlino wegen Kokainhandels verhaftet. Er bot den Ermittlern an, die Gemälde gegen ein geringeres Strafmaß wiederzubeschaffen. Er beauftragte David Turner mit der Suche nach den Gemälden. Dieser war nicht erfolgreich, hörte aber, dass die Bilder in einer Kirche im Süden Bostons versteckt seien. Ein anderes Gangmitglied, ebenfalls im Zusammenhang mit den Drogengeschäften Merlinos inhaftiert, gab bei seiner Vernehmung an, dass Turner an mehreren Einbrüchen beteiligt gewesen sei. Den Kunstraub erwähnte er nicht. Aus nach seiner Haftentlassung Mitte der 1990er Jahre mit Merlino geführten Gesprächen schlossen die Ermittler, dass Merlino nie direkten Zugriff auf die Gemälde hatte, aber möglicherweise ihre Rückgabe vermitteln könne.
Entgegen Turners Unschuldsbeteuerungen hält das FBI ihn für einen der Räuber. Es gibt Hinweise darauf, dass er nur wenige Tage vor dem Kunstraub nach Florida gereist war, um eine Kokainlieferung abzuholen. Turners Kreditkartenabrechnungen belegen, dass er in der Nacht des Kunstraubs noch in Florida war, doch einige Ermittler halten das für ein konstruiertes Alibi. Turners Freund George Reissfelder, ebenfalls ein Mitglied der Merlino-Gang, ist dem FBI zufolge der zweite Täter gewesen. Reissfelder starb im Juli 1991 an einer Überdosis. Bei der Durchsuchung seines Apartments und der Wohnungen seiner Freunde und Verwandten wurden keine Hinweise auf den Kunstraub gefunden. Seine Geschwister erinnerten sich jedoch daran, dass in seinem Schlafzimmer ein Bild gehangen hatte, dass dem geraubten Manet Chez Tortoni geähnelt habe. Den Ermittlern zufolge kommt Reissfelder als der schlankere der beiden Räuber in Frage.
1999 wurden David Turner, Carmello Merlino, Stephen Rossetti und weitere Mitglieder der Merlino-Gang am Tag eines geplanten Überfalls auf das Depot eines Werttransportunternehmens verhaftet. Bei seiner Vernehmung wurde Turner Straffreiheit für den Kunstraub und den geplanten Überfall zugesichert, falls er die Gemälde zurückgebe. Turner leugnete jedes Wissen über die Täter und den Verleib der Beute. Bei seinem Prozess vor einem Bundesgericht im Jahr 2001 beschuldigte er das FBI, ihn zu dem Raubüberfall verleitet zu haben, um Informationen zum Kunstraub aus ihm herauszupressen. Die Jury sprach Turner dennoch schuldig und er erhielt eine Haftstrafe von 100 Monaten für die Verschwörung zu einem Gewaltverbrechen. Wegen des Mitführens einer Handgranate kamen 30 Jahre und wegen des Mitführens von Feuerwaffen 5 Jahre hinzu. Diese beiden Strafen konnten gleichzeitig, aber nach der Haftstrafe für die Verschwörung verbüßt werden. Aus der Haft schrieb Turner 2010 einen Brief an Robert Gentile, den er durch den verstorbenen Robert Guarente kennengelernt hatte. Darin bat er Gentile, wegen der Wiederbeschaffung der Gemälde Kontakt mit Turners Ex-Freundin aufzunehmen. Bei dem mit dem FBI abgesprochenen Gespräch mit dieser Frau nannte sie zwei frühere Komplizen Turners, an die Gentile sich wenden solle. Das FBI drängte darauf dass er sich in Begleitung eines verdeckten Ermittlers mit den beiden Männern trifft, doch Gentile verweigerte die weitere Zusammenarbeit. Im Juni 2019 wurden die Regeln zur Strafverschärfung beim Mitführen von Sprengstoff und Feuerwaffen vom Obersten Gerichtshof der Vereinigten Staaten in Teilen für verfassungswidrig erklärt. Die bloße Verschwörung zu einem Gewaltverbrechen unterlag nun nicht mehr der Strafverschärfung. Stephen Rossetti wurde im Oktober 2019 aus der Haft entlassen, David Turner einen Monat später. Carmello Merlino war bereits 2005 während seiner Haft verstorben.

### Boston-Mafia: die Patriarca-Familie
Bobby Donati wurde im September 1991 während eines Bandenkriegs um die Führung der Patriarca-Familie von unbekannten Tätern ermordet. Das FBI wurde durch eine Vernehmung des notorischen Kunsträubers Myles J. Connor auf Donati aufmerksam. Connor selbst befand sich zum Zeitpunkt des Kunstraubs wegen Kokainhandels in Haft, doch er nannte Donati und David Houghton als Haupttäter des Kunstraubs. Bei zurückliegenden Kunstdiebstählen hatten Connor und Donati zusammen gearbeitet, und beide hatten Connor zufolge das Isabella Stewart Gardner Museum ausgekundschaftet. Dabei habe Donati großes Interesse an dem Aigle de drapeau gezeigt. Houghton soll Connor nach dem Raub im Gefängnis besucht haben. Dabei habe er gegenüber Connor angegeben, dass er den Raub mit Ducati organisiert habe und dass die geraubten Gemälde dazu dienen sollten, Connor aus dem Gefängnis zu holen. Wenn die Geschichte wahr ist, dann dürfte sie von Connors früherem Verhalten inspiriert sein. Connor hatte wiederholt durch die Rückgabe der Beute eine niedrigere Haftstrafe erreicht. Weder Donati noch Houghton entsprachen der Bostoner Täterbeschreibung. Das erklärte Connor damit, dass die beiden den Kunstraub nur geplant hatten, und die Tatausführung durch bezahlte Helfer erledigen ließen. Wie Donati starb auch Houghton innerhalb von zwei Jahren nach dem Kunstraub, allerdings eines natürlichen Todes. Connor bot dem FBI Unterstützung bei der Rückführung der gestohlenen Gemälde an und forderte dafür die ausgesetzte Belohnung und seine Freilassung. Da Connor seine Angaben nicht beweisen konnte, ging das FBI nicht auf Connors Forderungen ein. Schließlich nannte er den Ermittlern den Bostoner Antiquitätenhändler und Hehler William P. Youngworth als Beteiligten.
Das FBI durchsuchte 1997 Wohnung und Geschäftsräume von Youngworth, fand aber nur das historische Wachssiegel der Gründungsurkunde der Massachusetts Bay Colony. Die Massachusetts Bay Colony Charter war mehr als 20 Jahre zuvor von Myles J. Connor aus dem Massachusetts State House gestohlen und später, ohne das Siegel, bei ihm sichergestellt worden. Youngworth hatte offenbar Connors Besitz während dessen Haftstrafe in einem seiner Lagerräume aufbewahrt. Die Durchsuchungen bei Youngworth weckten das Interesse von Tom Mashberg, einem Journalisten des Boston Herald, der mehrmals mit Youngworth zusammentraf. Bei einer Gelegenheit begaben sich Mashberg und ein ungenannter Informant, wahrscheinlich Youngworth, in ein Lagerhaus in Red Hook, einem Viertel im New Yorker Stadtteil Brooklyn. Dort zeigte der Informant Mashberg ein Gemälde, das im Licht einer Taschenlampe wie Rembrandts Christus im Sturm auf dem See Genezareth wirkte und Beschädigungen aufwies, die mit dem Herausschneiden aus dem Rahmen während des Raubes erklärbar waren. Mashberg schrieb über den Fall im Boston Herald, ohne die Identität Youngworth’ oder den Ort des Lagerhauses anzugeben. Der Raub ist Mashberg zufolge von fünf Tätern geplant und ausgeführt worden. Bobby Donati war einer der Räuber, und David Houghton hatte die Beute in ein sicheres Versteck geschafft. Das FBI konnte das Lagerhaus wenige Monate später identifizieren, fand aber bei einer Durchsuchung nichts vor.
Die Glaubwürdigkeit Youngworths und die Echtheit des Mashberg gezeigten Gemäldes werden angezweifelt. Youngworth stellte Mashberg Farbpartikel zur Verfügung, die von Rembrandts Seestück stammen sollten. Das FBI führte eine Materialanalyse durch, doch die Farbe stammte zwar aus der Zeit Rembrandts, wies aber nicht die erwartete Zusammensetzung auf. Auch die Schilderung Mashbergs, das Gemälde sei in seiner Gegenwart auseinandergerollt worden, wurde als Hinweis auf eine Fälschung betrachtet. Das Original Rembrandts war von einer dicken Firnisschicht bedeckt, die das Aufrollen stark erschwert hätte. Nach den Veröffentlichungen im Boston Herald waren das FBI und das Isabella Stewart Gardner Museum an einer Zusammenarbeit mit Youngworth interessiert. Dieser verlangte allerdings für sich volle Immunität, und für Myles J. Connor die Freilassung aus der Haft. Die Ermittler waren skeptisch und sicherten Youngworth nur teilweise Straffreiheit zu. Das Museum lieh Youngworth 10.000 US-Dollar, die er angeblich benötigte, um die Suche nach den Gemälden durchzuführen. Der Betrag wurde nie zurückgezahlt. Die Bundesanwälte brachen schließlich den Kontakt zu Youngworth ab, bis dieser seine behauptete Verbindung zu den Tätern bewiesen hätte. Daraufhin stellte Youngworth erneut ein Röhrchen mit Farbpartikeln und 25 Farbfotos der beiden Gemälde von Rembrandt zur Verfügung. In einer gemeinsamen Erklärung des Museums und der Bundesanwaltschaft für den Bezirk Massachusetts wurden die Farbpartikel als aus dem 17. Jahrhundert, aber nicht von den Rembrandts stammend bezeichnet. Sie könnten aber von dem geraubten Vermeer stammen. Mashbergs Bericht bleibt trotz aller Zweifel der glaubwürdigste unter den Meldungen angeblicher Sichtungen der verschollenen Gemälde.
2014 schrieb der Bostoner Journalist Stephen Kurkjian einen Brief an den Gangster Vincent Ferrara und befragte ihn zum Kunstraub von Boston. Ferrara war von 1989 bis 2005 in Haft und zum Tatzeitpunkt Capo Bobby Donatis. Kurkjian erhielt daraufhin einen Anruf von einem Beauftragten Ferraras. Dieser gab an, dass das FBI mit dem Verdacht gegen die Merlino-Gang falsch gelegen habe, Bobby Donati habe den Raub organisiert. Etwa drei Monate vor dem Raub, als Ferrara bereits unter Mordanklage stand, habe Donati ihn im Gefängnis besucht und ihm versprochen, ihn dort herauszuholen. Kurz nach dem Raub habe Donati Ferrara erneut besucht und seine Beteiligung am Raub eingestanden. Er gab an, die Beute vergraben zu haben und Verhandlungen um Ferraras Freilassung aufzunehmen, sobald sich die Aufregung um den Kunstraub gelegt habe. Zu den Verhandlungen kam es nicht mehr, da Donati vorher ermordet wurde. Donati war eng mit Robert Guarente befreundet, der die Beute zeitweise besessen haben soll. Donati und Guarente wurden kurz vor dem Kunstraub in einem Club in Revere, etwa acht Kilometer nördlich von Boston, mit einer Tasche mit Polizeiuniformen gesehen.

## Der Kunstraub von Boston in der Popkultur
- In der erstmals im Jahr 2010 ausgestrahlten Folge Jailhouse Blues (im Original: American History X-cellent) der US-amerikanischen Zeichentrickserie Die Simpsons wird Mr. Burns verhaftet, nachdem die Polizei in seinem Haus Das Konzert von Vermeer und weitere Beutestücke aus dem Kunstraub von Boston findet.[97]
- In einer der ersten Folgen der seit 2013 produzierten US-amerikanischen Fernsehserie The Blacklist verhandelt der Protagonist Raymond „Red“ Reddington, der meistgesuchte Schwerverbrecher der Welt und FBI-Informant, über den Verkauf von Rembrandts Christus im Sturm auf dem See Genezareth. Zum Ende der Folge befindet sich das Gemälde weiter in seinem Besitz.[98]
- Der Plot des 2013 erschienenen Romans The Art Forger der US-amerikanischen Autorin B. A. Shapiro nimmt den Kunstraub von Boston als Ausgangspunkt. Ein Bild aus der Beute, ein fiktiver Degas mit dem Titel After the Bath, wird von seinem Besitzer kopiert und die Kopie als Original zum Kauf angeboten.[99]